# Paleis-Raadhuis

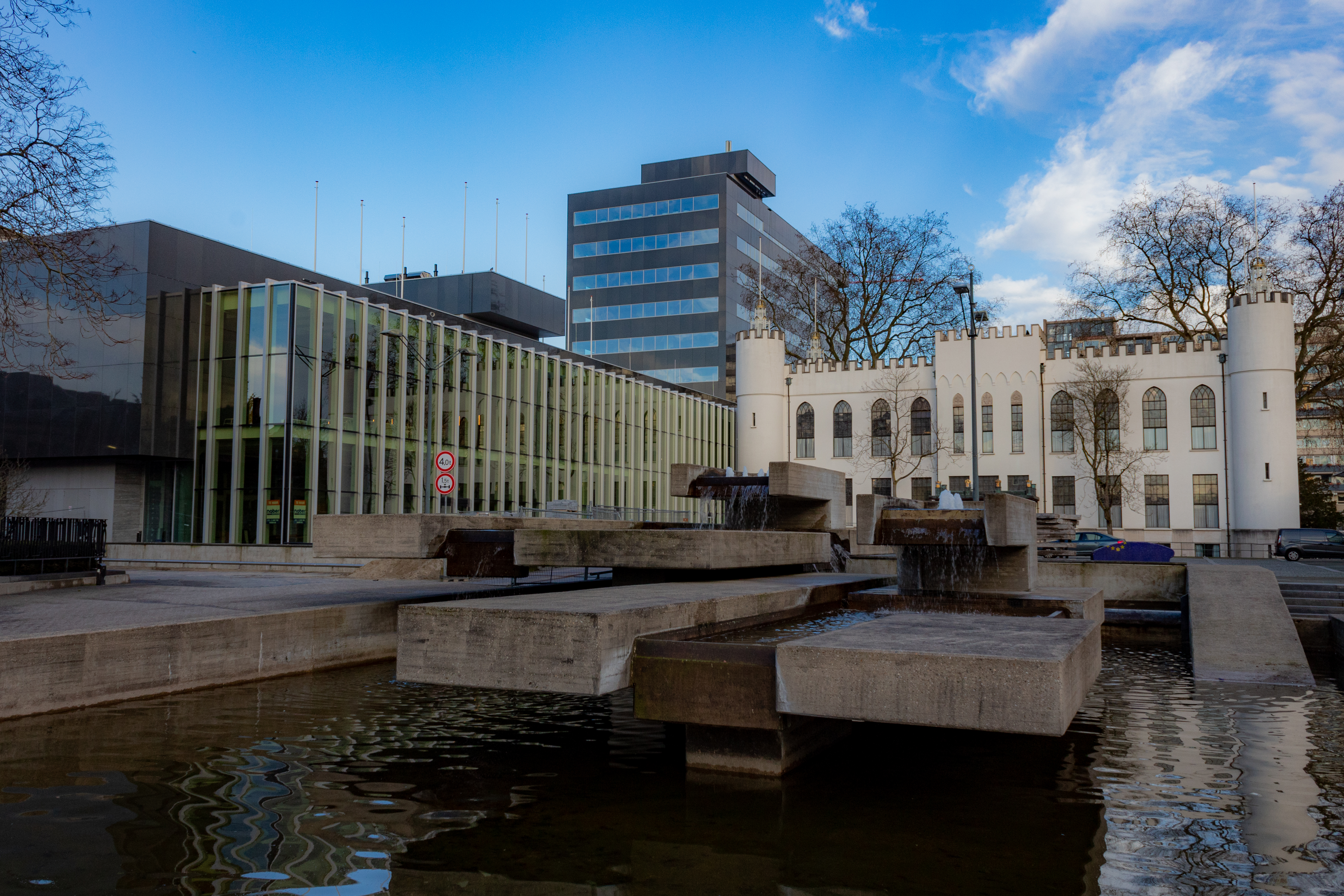
Het Paleis-Raadhuis in 2021

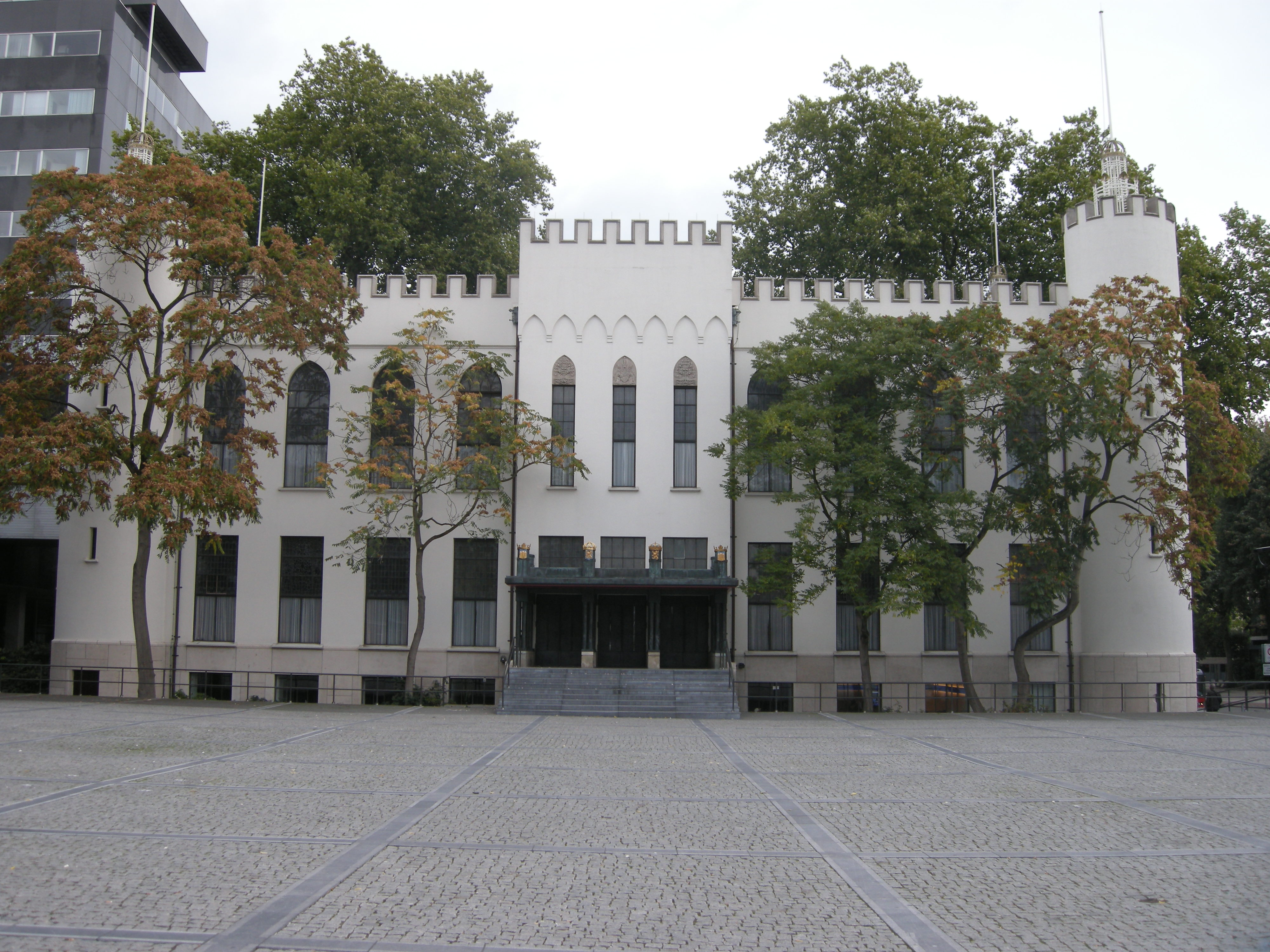
Westelijke flank van het Paleis-Raadhuis aan het Willemsplein zoals deze er tegenwoordig uitziet, met in het midden de hoofdingang. De trap leidt naar de vestibule op de bel-etage. Aan weerszijden van de trap zijn de ramen van het souterrain zichtbaar.

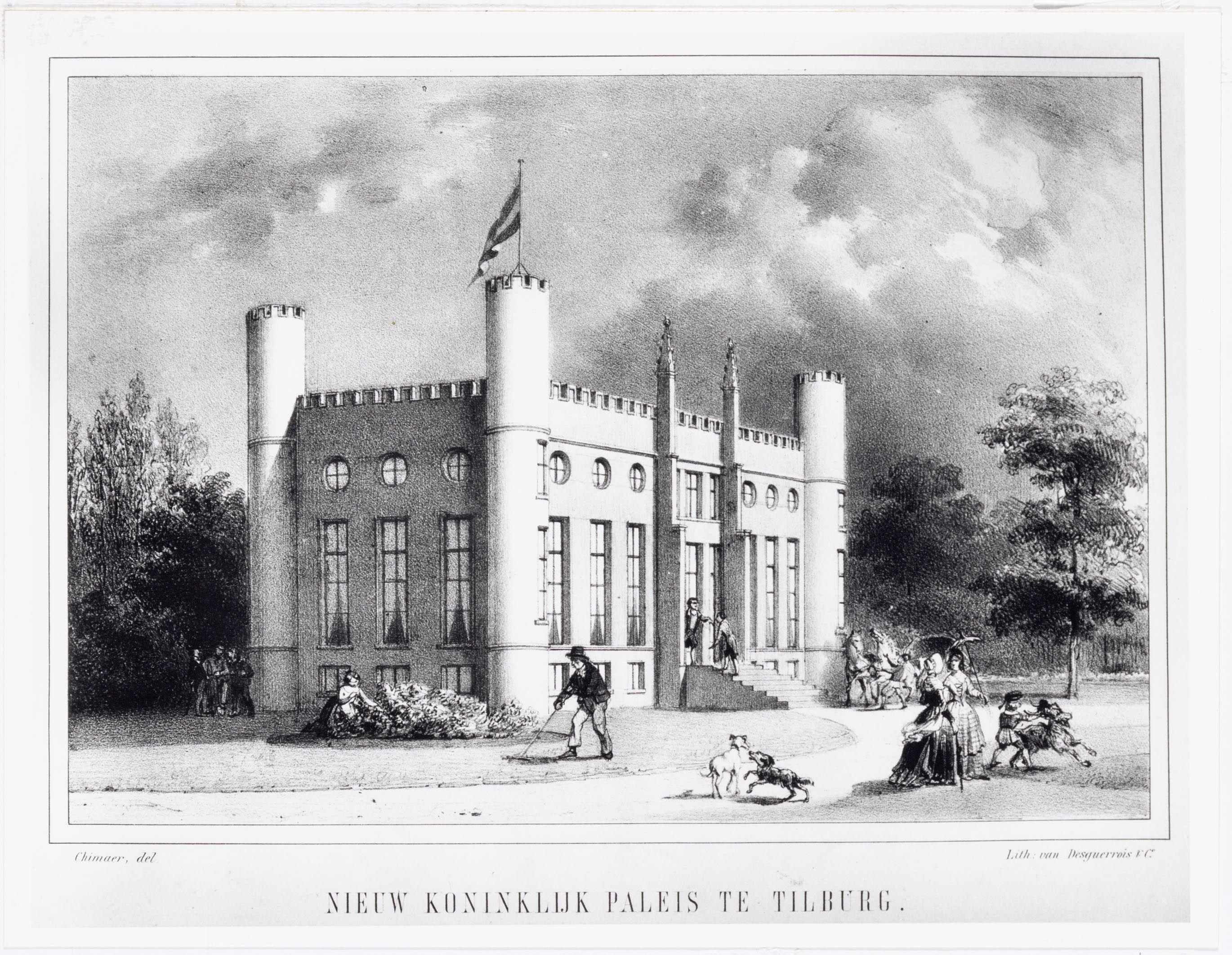
Litho door Willem Cornelis Chimaer van Oudendorp (1822-1873) van het Nieuw Koninklijk Paleis te Tilburg in 1849. In de tekening zit overigens een fout. De kunstenaar heeft in de façade van het paleis slechts zes van de eigenlijk acht aan de entree wederzijds belendende reeks ramen getekend.

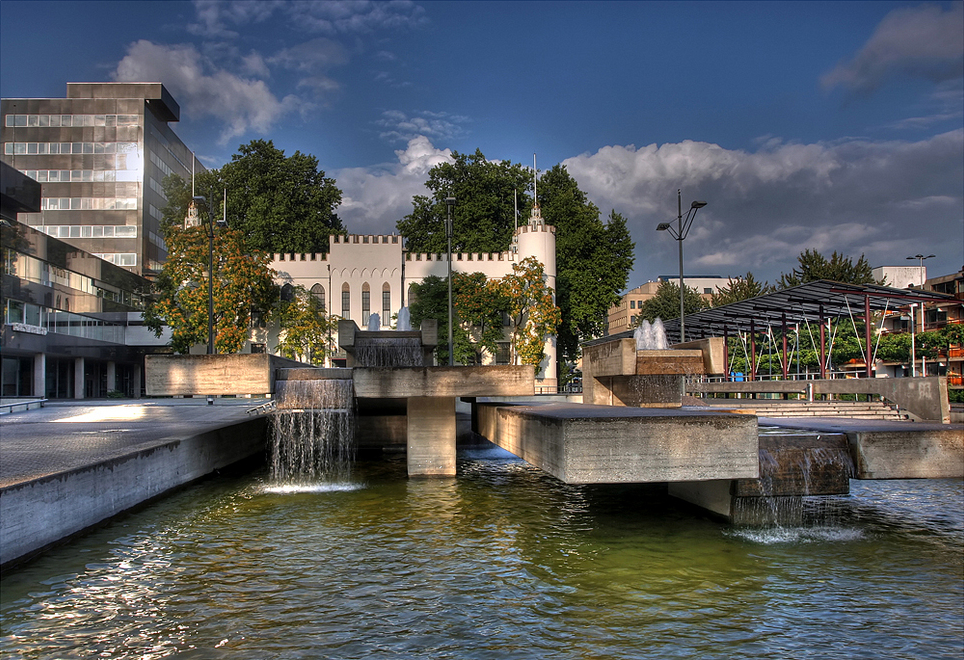
Fontein van Beljon voor het Paleis-Raadhuis.

Het Paleis-Raadhuis in Tilburg is een voormalig paleis en tegenwoordig onderdeel van het gemeentehuis van Tilburg, in de Nederlandse provincie Noord-Brabant. Het gebouw is een opvallende verschijning in het centrum van Tilburg en heeft, mede vanwege de bouwgeschiedenis, een beschermde status gekregen als rijksmonument.

## Geschiedenis (algemeen)
Het paleis is gebouwd in opdracht van koning Willem II der Nederlanden die zelf de eerste steen legde op 13 augustus 1847. De koning wilde in het door hem zo geliefde Tilburg een buitenresidentie hebben. Koning Willem II heeft echter nooit in het paleis gewoond. Hij stierf op 17 maart 1849, 22 dagen voor de oplevering van het paleis op 7 april 1849.
Het gebouw heeft sindsdien een aantal verschillende bestemmingen gehad, te weten: paleis, schoolgebouw en gemeentehuis. Het is ook gebruikt als opvanghuis voor Belgische militairen ten tijde van de Eerste Wereldoorlog, als commandopost voor de Luchtbeschermingsdienst in de Tweede Wereldoorlog en als museum door de Stichting Kunstkring Tilburg, die diverse schilderijen heeft tentoongesteld tussen 1951 en 1960 in de zalen van het Paleis-Raadhuis.
Het gebouw is twee keer grondig verbouwd, van 1865 tot 1866 en van 1934 tot 1936, om het zo een andere bestemming te kunnen geven. Allereerst als rijks-HBS en na de tweede verbouwing als gemeentehuis. In 1931 is het Paleis-Raadhuis door de nazaten van Koning Willem II der Nederlanden verkocht aan de gemeente Tilburg voor een totaal van 45.000 gulden om er het gemeentehuis van Tilburg in te vestigen. Geruime tijd was er sprake van een duo-raadhuis. Door ruimtegebrek werd zowel het paleis als het statige voormalige stadhuis van architect Henri Jacques van Tulder aan de Markt gebruikt. Ook met deze oplossing was er echter alweer snel sprake van ruimtegebrek. In 1967 werd het duo-raadhuis te klein bevonden voor het benodigde ambtenarenapparaat van de almaar groeiende stad en begon men aan de bouw van het Stadskantoor. Dit stadskantoor, naar ontwerp van architectenbureau Kraaijvanger, kwam in 1971 gereed. Het werd met het Paleis-Raadhuis verbonden middels een luchtbrug aan de noordelijke flank. Het monumentale voormalige stadhuis aan de Markt is datzelfde jaar nog gesloopt voor de verbreding van de Schouwburgring in opdracht van burgemeester Cees Becht. Sindsdien doet het Paleis-Raadhuis voornamelijk nog dienst als locatie voor trouwceremonies, lezingen, beëdigingen, seminars en symposia.

## Aanleiding
Geïnspireerd door de Franse julirevolutie kwamen de Belgen in 1830 in opstand tegen de Nederlandse overheersing door koning Willem I. Op 4 oktober 1830 werd door het Voorlopig Bewind eenzijdig de onafhankelijkheid van de Zuidelijke Nederlanden uitgeroepen. Deze werd zeer tegen de zin van de koning bekrachtigd door zijn zoon, de latere koning Willem II, op 16 oktober 1830. Zo ontstond het koninkrijk België. Willem I wilde België echter niet zonder slag of stoot laten gaan en besloot tot een militair offensief, dat bekend is geworden als de Tiendaagse Veldtocht, van 2 tot 12 augustus 1831. De Nederlandse troepen behaalden een overwinning op de Belgen, maar door de dreiging van Franse en Britse steun aan België in dit conflict capituleerde Nederland alsnog, waardoor België zijn soevereiniteit verkreeg. Kroonprins Willem, die tot aan de afscheiding met zijn vrouw Anna Paulowna in zowel Brussel als Den Haag geresideerd had, besloot nu zijn hoofdkwartier van Turnhout naar Tilburg te verplaatsen. Het rustige leven in Tilburg beviel de kroonprins wel en sedert die tijd bezocht hij de stad frequent. Op 7 oktober 1840 volgde hij zijn vader op. Omdat zijn Tilburgse residentie niet meer bij zijn status paste, besloot hij in Tilburg een paleis te laten bouwen.

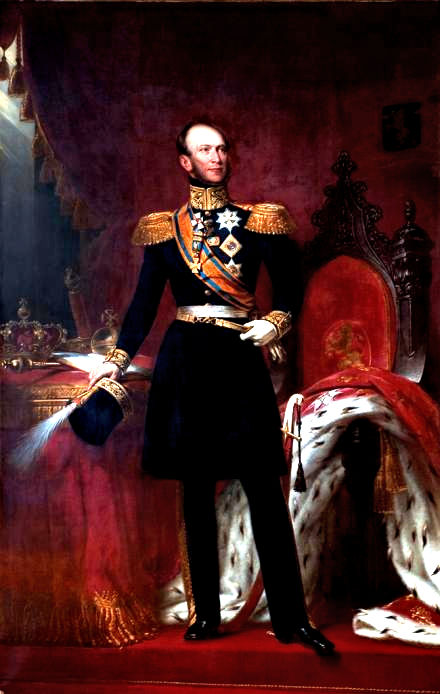
Koning Willem II door Jan Adam Kruseman (1804-1862). Een replica van het schilderij hangt thans in de Willem II-zaal van het Paleis-Raadhuis. Het origineel hangt in de Eerste Kamer in Den Haag.

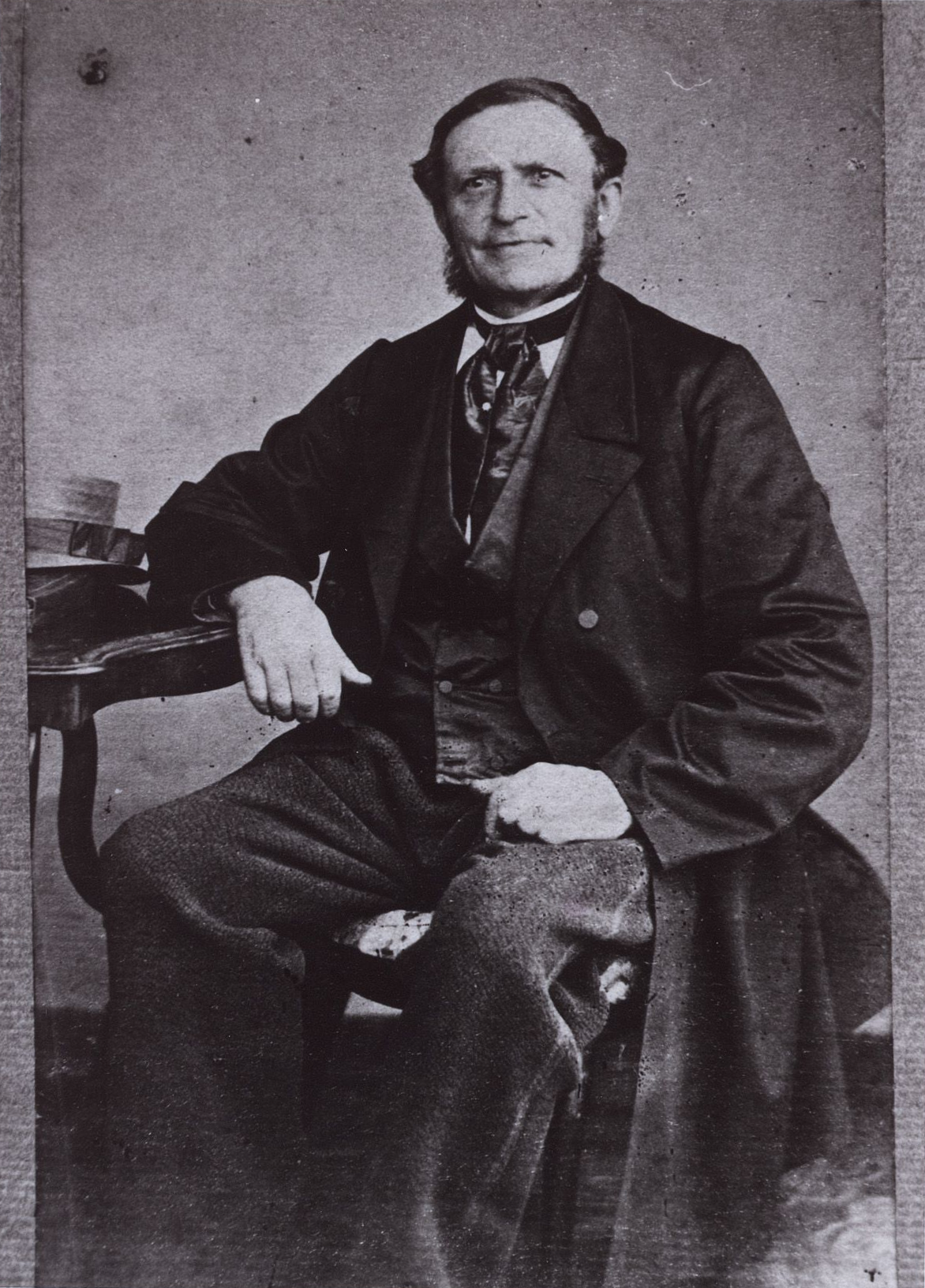
Adriaan Goijaerts

## Constructie

### Locatie
Het Nieuw Koninklijk Paleis werd gebouwd in de achtertuin van het Oude Paleis, dat in feite bestond uit een aantal naast elkaar gelegen huizen. Deze had de koning in 1835 gekocht van de familie Frankenhoff en laten verbouwen tot eenvoudig paleisje. Het waren huizen achter de kerk van het Heike, de Sint Dionysiuskerk. Zo werd hij ook de overbuurman van pastoor Joannes Zwijsen, de latere aartsbisschop van Utrecht, met wie hij naar het schijnt een plezierige omgang had. Het oude paleis werd in 1874 afgebroken.

### Ontwerp
Volgens de overlevering heeft koning Willem II zelf de eerste schetsen voor zijn paleis gemaakt, naar voorbeeld van de neogotische bouwstijl die hij kende uit zijn jeugd in Engeland. Maar zeer waarschijnlijk waren tekenleraar Frederik Lodewijk Huijgens, verbonden aan de Koninklijke Militaire Academie te Breda en Jan C. Boon, de koninklijk bouwmeester, betrokken bij het ontwerp. De publicist ds. J.P. Hasebroek, beter bekend onder zijn pseudoniem Jonathan, noemde het voorzichtig:

Den eigenaardige bouwstijl, dien Willem II bij voorkeur beminde.
— J.P. Hasebroek

Kenmerkend aan het ontwerp is het souterrain, zoals gebruikelijk bij voorname huizen, kastelen en paleizen. Boven op het souterrain ligt de bel-etage, soms ook wel piano nobile genoemd, de belangrijkste en indrukwekkendste etage van het gebouw die voornamelijk gebruikt werd om gasten te ontvangen. Opmerkelijk aan het ontwerp zijn de vier slanke traptorens verbonden aan de hoeken van het gebouw. Deze bevatten vier afzonderlijke trappenhuizen die vanuit het souterrain naar de bel-etage en de tweede etage leiden.

### Bouw
Willem II heeft behalve zijn paleis ook een tuinhuis aan de Koningshoeven, de lancierskazerne, een pannenbakkerij en een schaapskooi laten bouwen. Zijn vaste aannemer in dit soort gevallen was de Tilburgse aannemer en timmerman Adriaan Goijaerts. Van de familie Goijaerts werd destijds gezegd dat alles wat in Tilburg van hout gebouwd moest worden door Goijaerts aan elkaar werd getimmerd. De koning heeft in negen jaar tijd meer dan ƒ 160.000 besteed aan nieuwe bouwwerken in en rond Tilburg. Adriaan Goijaerts nam de opdracht voor de bouw van het nieuwe paleis aan op 7 juli 1847 voor het bedrag van ƒ 57.000,-.

Den 7 juli 1847 van Z.M. den Koning aangenoomen het bouwen van het nieuwe Paleis voor een som van Zeevenenvijftig Duijzend guldens.
— Adriaan Goijaerts

Goijaerts zou uiteindelijk een jaar en negen maanden nodig hebben om het paleis te bouwen. Hij leverde het paleis op 22 dagen na het overlijden van koning Willem II, op 7 april 1849. Naar verluidt heeft de koning de bouw goed gevolgd en heeft hij het paleis ook een aantal malen bezocht tijdens de bouw. 

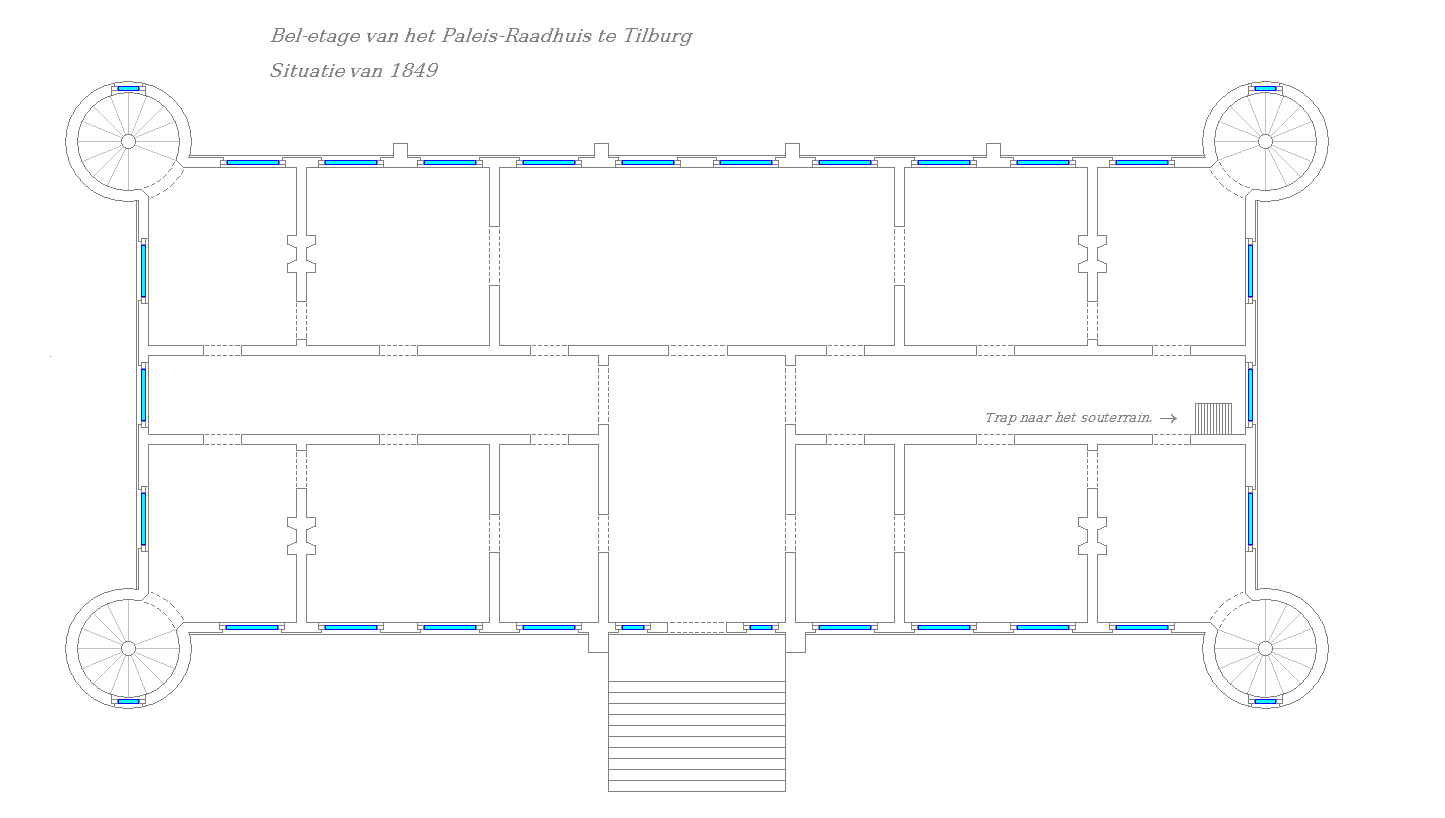
Bel-etage van het paleis in 1849. Plattegrond van de 2e etage..

### Stadhuisplein
Het plein aan de achterzijde van het paleis, het tegenwoordige stadhuisplein, is verhoogd door Goijaerts in opdracht van Koning Willem II. In zijn rekeningenboek staat geschreven:

Nog volgens acoord aangenoomen het ophoogen en het terras aan den agterkant van het paleis voor een som van drie duisend guldens
— Adriaan Goijaerts

### Afbetaling
Volgens het rekeningenboek van Goijaerts was het paleis niet helemaal betaald op het moment van overlijden van de vorst. Koning Willem II heeft in vijf termijnen bedragen variërend van ƒ 4.900,- tot ƒ 10.000,- betaald aan Goijaerts. Het totale door Willem II afbetaalde bedrag bedraagt ƒ 34.900,-. Toch staat er in het rekeningenboek: "Voldaan den 28 october 1850." Dit betekent dat de koninklijke familie of anders De Commissie van Beheer der Nalatenschap van Z.H. Koning Willem II de schulden van de overleden vorst heeft afbetaald.

### Verbouwingen
In 1865 werd het paleis omgebouwd tot rijks-HBS genaamd Willem II - deze werd tot 1934 als zodanig gebruikt. De bekendste leerling is kunstschilder Vincent van Gogh die van 1866 tot 1868 studeerde aan deze Rijks Hoogere Burgerschool. In 1895 werd er opnieuw ingrijpend verbouwd door de attiek tot een volwaardige verdieping te maken. In 1936 is, na een grondige renovatie onder leiding van de Nijmeegse architect Oscar Leeuw, het oude schoolgebouw verbouwd tot gemeentehuis in opdracht van toenmalig burgemeester Frans Vonk de Both. In 1971 werd het eerste stadskantoor, naar ontwerp van het Rotterdamse architectenbureau Kraaijvanger, opgeleverd pal naast het Paleis-Raadhuis dat door middel van een luchtbrug met Paleis-Raadhuis verbonden werd. De uitbouw was noodzakelijk geworden door de almaar groter wordende stad. Hierdoor is de bestemming voor het Paleis-Raadhuis wederom gewijzigd. Het Paleis-Raadhuis wordt tegenwoordig voornamelijk nog voor ceremoniële gebeurtenissen gebruikt waaronder trouwceremonies. Alleen in de Paleiszaal de vroegere Raadzaal worden nog weleens kleinere vergaderingen gehouden.
Aan het eind van de jaren tachtig waren de raadzaal en de ontvangstruimten van het stadhuis aan een opknapbeurt toe. Daarvoor werden vanaf 1991 de benodigde budgetten ter beschikking gesteld. Allengs groeide echter het besef dat het goed zou zijn om het totale Paleis-Raadhuis bij de renovatie te betrekken. Daarom is in 1993 aan een architectenbureau opdracht gegeven om in een plan de renovatie gestalte te geven. Dat betekende voor het Paleis-Raadhuis een waardering en hier en daar zelfs een reconstructie van de oorspronkelijke inrichting. Aan het eind van dat jaar zijn de werkzaamheden gereed gekomen.

## Rijks Hoogere Burgerschool

### Schenking aan de gemeente Tilburg

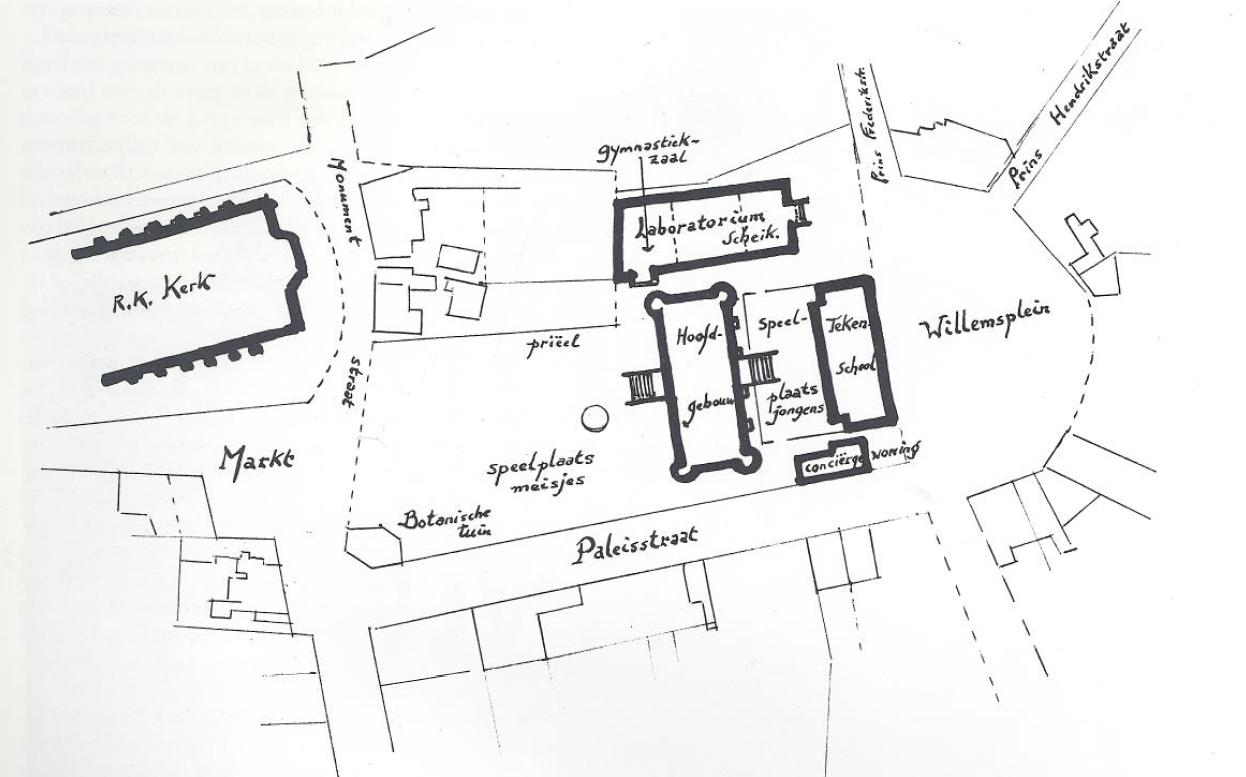
Overzicht van de HBS Koning Willem II in 1866. Ook de omgeving is deels in kaart gebracht; zoals links de Sint-Dionysiuskerk. De gebouwen rond om het Paleis-Raadhuis, zoals de gymzaal en het laboratorium die samen in één gebouw waren gevestigd, en de tekenschool en de conciërgewoning zijn later allemaal weer afgebroken. Het tegenwoordige Stadhuisplein wordt hier nog Willemsplein genoemd, wat tegenwoordig de naam is van het plein aan de west zijde van het Paleis-Raadhuis.

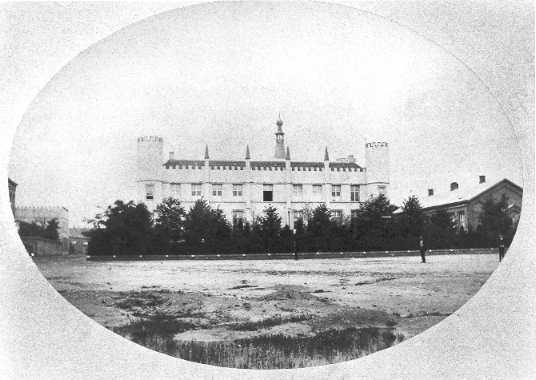
Oostelijke flank (achterzijde) van de toenmalige rijks-HBS in 1874. Boven het gebouw kan men de kerkklok van de Sint-Dionysiuskerk van 't Heike zien. Aan deze zijde, vanaf het Stadhuisplein, kan men ook nog goed de slanke torens met daarop de pinakels zien. Deze zijn verwijderd tijdens de grootschalige verbouwing van 1934 - 1936, hiervoor is het halfcirkelvormige trappenhuis in de plaats gekomen.

Op 2 mei 1863 keurde de Tweede Kamer de onderwijswet van Thorbecke goed. Met deze wet werd het schooltype HBS geïntroduceerd. Het doel was een algemene opleiding voor velerlei beroepen te bieden en daarmee jongelieden uit de gezeten burgerij voor te bereiden op 'hogere' posities in de maatschappij. Dit schooltype was meer dan de toen populaire Latijnse en Franse Scholen gericht op de economische eisen van de veranderende maatschappij. Zij was bestemd voor dat deel van de burgerij dat geen wetenschappelijke opleiding verlangde, maar wel prijs stelde op een brede algemene ontwikkeling, nodig voor het vervullen van belangrijke functies in handel en industrie. Deze HBS moest drie jaar duren en was tevens bedoeld als onderbouw van een aantal landbouwscholen. Op enkele plaatsen in het land moest een vijfjarige variant komen ter voorbereiding op de te stichten Polytechnische school in Delft. De Eerste Gemeentelijke Hogere Burgerschool met vijfjarige cursus kwam in Den Haag in 1865.
De gemeenteraad van Tilburg wilde ook een rijks-HBS vestigen in haar gemeente. In de tweede helft van de 19e eeuw was het aantal inwoners in Tilburg verdubbeld naar 28.000. Tilburg stond met 18 andere steden op Thorbeckes lijst van plaatsen waar een rijks-HBS zou kunnen komen. Na een briefwisseling tussen Thorbecke en het gemeentebestuur, werd duidelijk dat er alleen een rijks-HBS zou kunnen komen als de gemeente een gebouw beschikbaar stelde. De gemeentekas liet het echter niet toe een nieuw gebouw te financieren. Omdat het paleis van koning Willem II leeg stond en dit een ideale locatie zou zijn voor een rijks-HBS vroeg het Tilburgse gemeentebestuur in een bedelbrief aan de koninklijke familie of het paleis gebruikt mocht worden voor de te stichten HBS.
De gemeenteraad van Tilburg ontving daarop een brief van Anthony van Rappard in zijn rol als president van De Commissie van beheer der Nalatenschap van Z.M. Koning Willem II. De brief, gedateerd 7 april 1864, is feitelijk een toezegging door de commissie tot schenking van het paleis aan de Tilburgse gemeenteraad, namens de koninklijke familie. In de brief wordt vermeld dat nadere voorwaarden waarop de schenking zal geschieden nog zullen worden gemeld aan de gemeenteraad. Later ontving de gemeenteraad van Tilburg een brief van Jan Hendrik van Wickevoort Crommelin, secretaris van prins Hendrik. De brief is gedateerd op 24 oktober 1864 en is een bevestiging door het secretariaat van de prins dat het paleis wordt geschonken aan de gemeente Tilburg.
| Brief van Anthony van Rappard | Brief van Jan Hendrik van Wickevoort Crommelin |
| --- | --- |
| 's Gravenhage den 7 april 1864 Wij hebben de eer ter kennis van U edel Achtbaren te brengen, dat het de Hooge Erfgenamen van wijlen Zijne Majesteit behaagd heeft het verzoek van U edel Achtbaren van den 30 November 1863, strekkende om het door wijlen Zijne Majesteit gebouwde Paleis te Tilburg ten behoeven der vestiging eener Rijks hoogere Burgerschool met vijfjarigen cursus aan de Gemeente Tilburg ten geschenke aftestaan, in gunstige overweging te nemen. Wij geven U edel Achtbaren voorloopig kennis van deze voor de Gemeente verblijdende uitkomst, en behouden ons voor U edel Achtbaren nader bekend te maken met de voorwaarden, waarop de schenking zal geschieden. De Commissie van beheer der Nalatenschap van Z.H. Koning Willem II Uit haren naam, A.G.A. van Rappard Aan de Heeren Burgemeester en Wethouders der Gemeente Tilburg | 's Gravenhage 24e october 1864 Ter voldoening aan de bevelen van Zijne Koninklijke Hoogheid Duitsen Prins Hendrik der Nederlanden, heb ik de eer aan de Gemeente Raad te Tilburg mede te delen in antwoord op hare missive van 24e september j.l. dat het Hoogstdenzelve leed heeft gedaan, door afwezigheid verhinderd te zijn geweest de Commistie uit haar midden te ontvangen. Het was Z.K.H. intusschen aangenaam te kunnen medewerken om het Paleis te Tilburg afte staan voor het nuttige doel door de Gemeente Raad beoogd en Hoogstdenzelve voegde daar den wensch bij, dat Rijk's Hoogere Burgerschool rijke vruchten moge afwerpen voor de welvaart der gemeente Tilburg. Mij hiervan kwijtende heb ik de eer te ons aanschrijven De secretaris van Z.K.H. J.H. van Wickevoort Crommelin Aan de Gemeente Raad te Tilburg |

### Verbouwing 1865-1866
Die voorwaarden hielden in dat het gebouw moest worden gebruikt voor een rijks-HBS en deze de naam Koning Willem II zou moeten dragen. In 1865 werd begonnen met een grondige verbouwing van het paleis door aannemer Blomjous, om het geschikt te maken als school. Een trappenhuis werd aangebracht tussen de bel-etage en de eerste verdieping. Enkele binnenmuren vervielen, andere werden nieuw opgetrokken. Opvallend was de vervanging van de ronde ramen op de eerste verdieping door rechthoekige en het aanbrengen van een zolder. Aan de noordzijde van het paleis werd een gebouw neergezet waarin het gymnastieklokaal en het scheikundelokaal met de laboratoria werden ondergebracht. Tegenwoordig staat op deze plek Stadskantoor 1. De levering van meubilair en hulpmiddelen berustte bij de afdeling Waterstaat in 's-Hertogenbosch; die verliep niet al te vlot getuige een commentaar geschreven door Johannes Bosscha in maart 1866:

de heeren van den Waterstaat schijnen gewoon te zijn aan langzaam werken, en niet dan door krachtigen aandrang tot spoed te bewegen.
— Johannes Bosscha

### Onderwijzend personeel
Ook werd een begin gemaakt met het aantrekken van leraren. Tegen een salaris van 3000 gulden per jaar werd Mr. Frederik Jacob Alexander Fles de eerste directeur. Deze in Breda geboren en getogen rechter van de arrondissementsrechtbank aldaar gaf zijn baan op voor het directeurschap van de nieuwe school. Op 9 april 1866 werd de school feestelijk geopend, in aanwezigheid van de 12 of 16 ingeschreven leerlingen en de lokale hoogwaardigheidsbekleders. Eén dag later, op 10 april, zijn de lessen begonnen.
| Krantenartikel | Transcriptie |
| -------------- | --- |
|                | NEDERLAND TILBURG, 9 December Zijne Majesteit heeft bepaald dat eene der Rijks hoogere burgerscholen met vijfjarige kursus te Tilburg zal gevestigd zijn en den naam dragen: Rijksschool Willem II, en bij die school benoemd: tot directeur en leeraar den heer mr F.J.A. Fles dusverre regter in de arrond.-regtbank en schoolopziener te Breda; tot leeraren de heeren: dr F. van Calker, dusverre assistent bij het onderwijs in de natuurkunde aan de Leidsche hoogeschool; dr J.F.H. Wolters, dusverre konrektor aan het gymnasium te ’s Bosch; F.W. Krecke, dusverre leeraar aan de Technische School te Utrecht; J.H.L.A.Z. von Rosenthal, dusverre adjunct-ingenieur bij de Staatsspoorwegen; J. Prantzen, dusverre onderwijzer te Cleve; J.M. Reinders, dusverre leeraar aan de hoogere burgerschool te Leiden; F.S. Gomm, dusverre sekondant bij de bijzondere inrigting voor middelbaar onderwijs te Rijswijk; C.C. Huysmans, dusverre leeraar aan de Koninklijke Militaire Akademie te Breda; H. Pfaff dusverre sergeant bij het 1e regiment infanterie in garnizoen te Nijmegen. |

### Vincent van Gogh

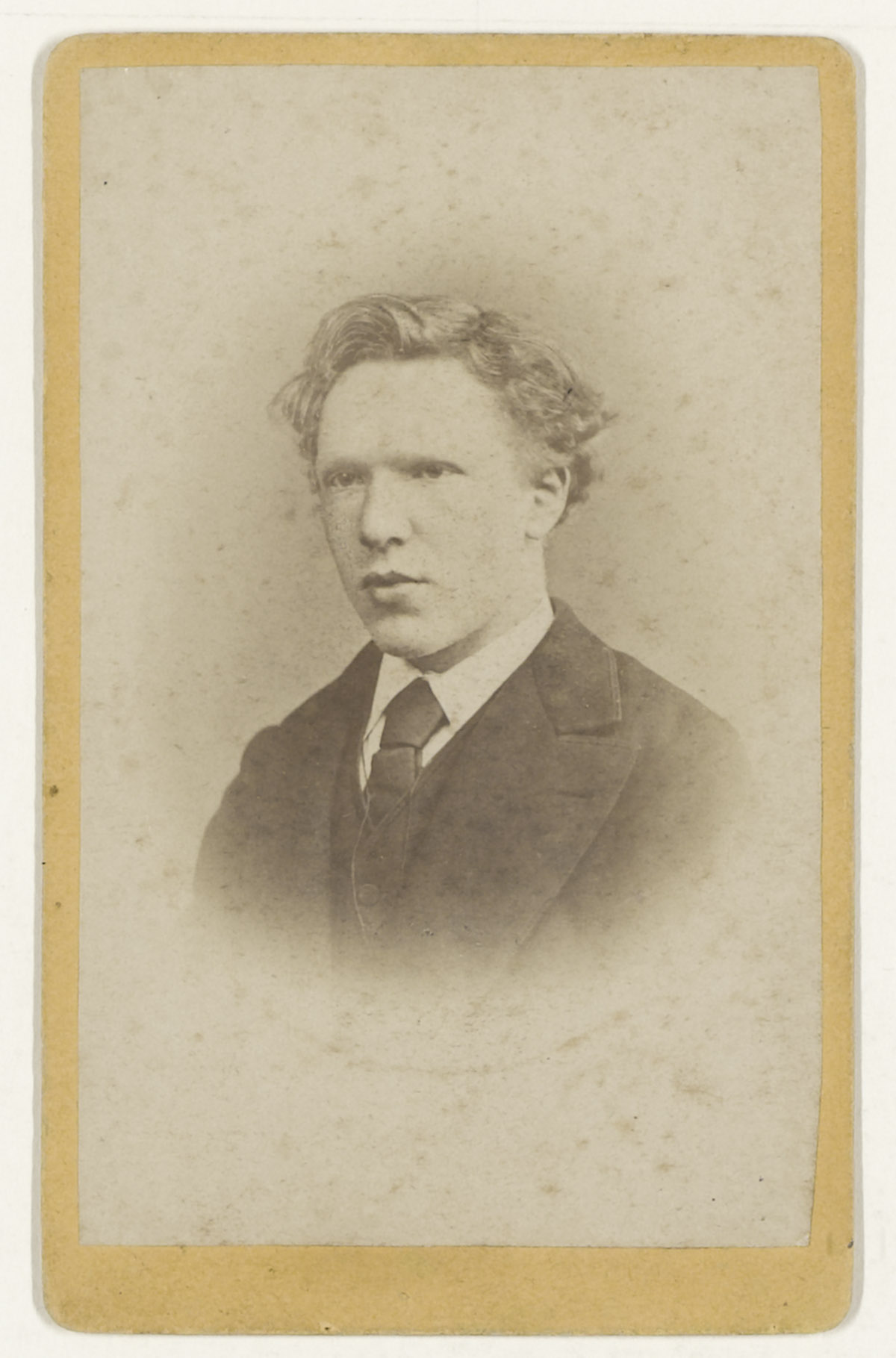
Vincent van Gogh in 1873.

Vincent van Gogh was een van de eerste leerlingen van de school in 1866; hij zou tevens de beroemdste leerling worden van de school. De 13-jarige Vincent die in de weekeinden bij zijn ouders in Zundert verbleef en door de week logeerde op een adres aan het Sint Annaplein in Tilburg, kwam vanuit Breda, met de in 1863 aangelegde treinverbinding, naar Tilburg, waar hij de lessen aan de rijks-HBS volgde. Hij was leerling van de eerste klas, met een uitstekende cijferlijst van zijn lagere school in Zevenbergen op zak. Ook zijn overgangsrapport naar de tweede klas was met een gemiddelde van 7,36 niet slecht te noemen. Toch verliet hij halverwege het tweede jaar in 1868 om onduidelijke redenen de school. De oudste schoolfoto in de archieven van de school, een typische klassenfoto, is een van de slechts drie bekende foto's van Van Gogh. Er wordt gezegd dat tekenleraar Constant Cornelis Huijsmans een sterke invloed heeft gehad op Van Goghs vroege tekenstijl.
Sinds juni 2009 kan men in de voormalige wethouderskamer, in de zuidelijke vleugel van het paleis op de bel-etage, een reconstructie van Vincents tekenlokaal terugvinden. Het tekenlokaal krijgt een museale functie binnen het Stadsmuseum Tilburg. Hoewel de reconstructie van het tekenlokaal is gevestigd in de zuidelijke vleugel, vermoedt men dat in verband met een betere lichtinval het tekenlokaal van Vincent was gevestigd in de noordelijke vleugel van het paleis. Om het tekenlokaal te kunnen realiseren was er een verbouwing nodig om zo een eigen toegang tot de ruimte te maken. Middels de zuidoostelijke toren van het paleis kan men sinds de verbouwing vanuit het souterrain de voormalige wethouderskamer bereiken op de bel-etage en zo de reconstructie van het lokaal bezichtigen. Tevens bevindt zich er in het souterrain een interactieve tentoonstelling over Vincent van Gogh en tekentechnieken. Deze ruimte werd voorheen gebruikt door het Tilburgs VVV-bureau. Deze is te bezoeken middels de entree aan de oostzijde van het Paleis-Raadhuis onder het bordes aan het Stadhuisplein.

### Omstreden beginjaren en gestage groei
De start van de school was niet gemakkelijk. De eerste vijfentwintig jaren kende de school een hoog verloop onder docenten en het leerlingenaantal bleef haast ongewijzigd. Door het ontbreken van godsdienstonderwijs op het rooster oogstte de school veel kritiek van de clerus. In 1894 werd het eerste meisje op school ingeschreven: Maria Bes, dochter van wiskundedocent Klaas Bes. Ze deed eindexamen in 1899, ging studeren in Delft en werd een van de eerste vrouwelijke ingenieurs in Nederland. Toen in 1914 de Eerste Wereldoorlog uitbrak en Nederland neutraal bleef, deed de school dienst als kwartier voor ongeveer 200 soldaten. Tegelijk werd getracht de lessen normaal door te laten gaan, in 1917 moest de school hiervoor toch enkele weken dicht.

### Renovatie, sluiting en schenking aan het stadsbestuur
In de jaren twintig werd er, na veel gebedel bij het ministerie van onderwijs, elektrisch licht en centrale verwarming aangelegd in het pand. Tevens werden de reeds 50 jaar oude schoolbanken vervangen. In 1928 was het leerlingenaantal van bijna 200 te groot geworden voor het pand en werd er al gesproken over een nieuw te betrekken gebouw. Maar dit zou pas uiteindelijk in 1934 gebeuren nadat de gemeenteraad van Tilburg in 1931 had besloten de school te verbouwen en in te richten als een representatief raadhuis. Met dit besluit verviel de feitelijke schenking van de erfgenamen van koning Willem II, daar de door hen gestelde voorwaarden niet langer werden nageleefd. De op dat moment nog levende afstammelingen dienden dus aan de herbestemming hun goedkeuring te geven. Koningin Wilhelmina deed dat zonder meer, maar de nakomelingen van Prinses Sophie, de dochter van Willem II, behorend tot de Duitse vorstenhuizen Saksen-Weimar, Reuss-Köstritz en Mecklenburg-Schwerin vroegen en kregen daarvoor een schadeloosstelling van 45.000 gulden. De Koning Willem II school heeft vervolgens haar activiteiten voortgezet in het nieuwe gebouw aan de Ringbaan Zuid in Tilburg. Tegenwoordig bestaat de school nog altijd als het Koning Willem II College.

## Paleis-Raadhuis 1934-1969

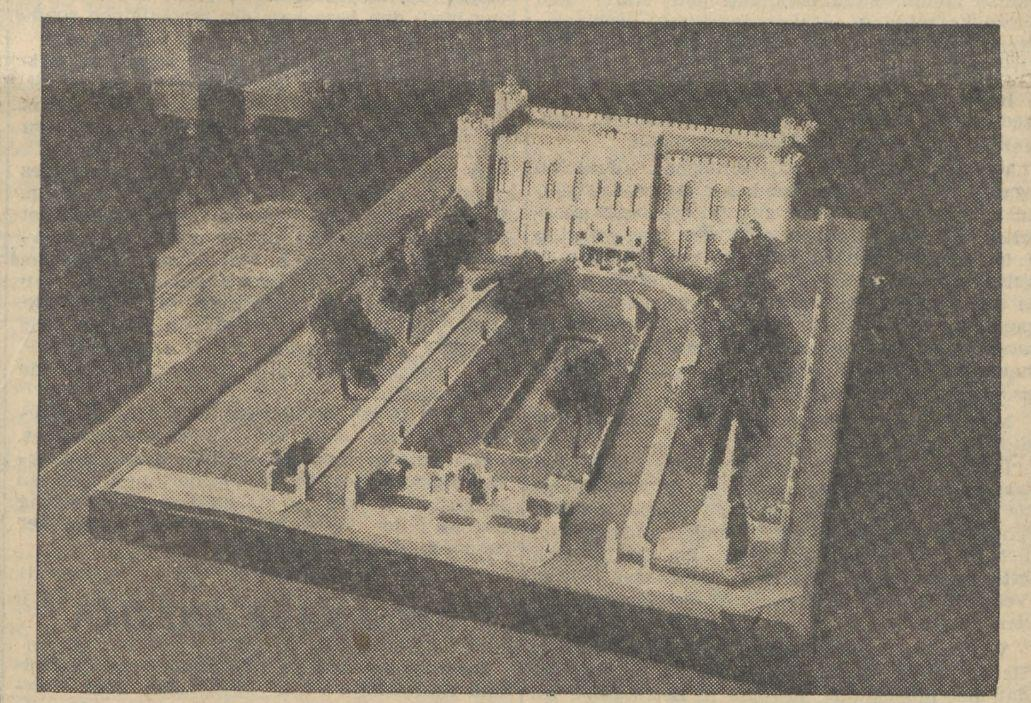
Maquette van het Paleis-Raadhuis, uit De Tijd Godsdienstig-Staatkundig Dagblad van 2 juni 1936

### Verbouwing 1934-1936

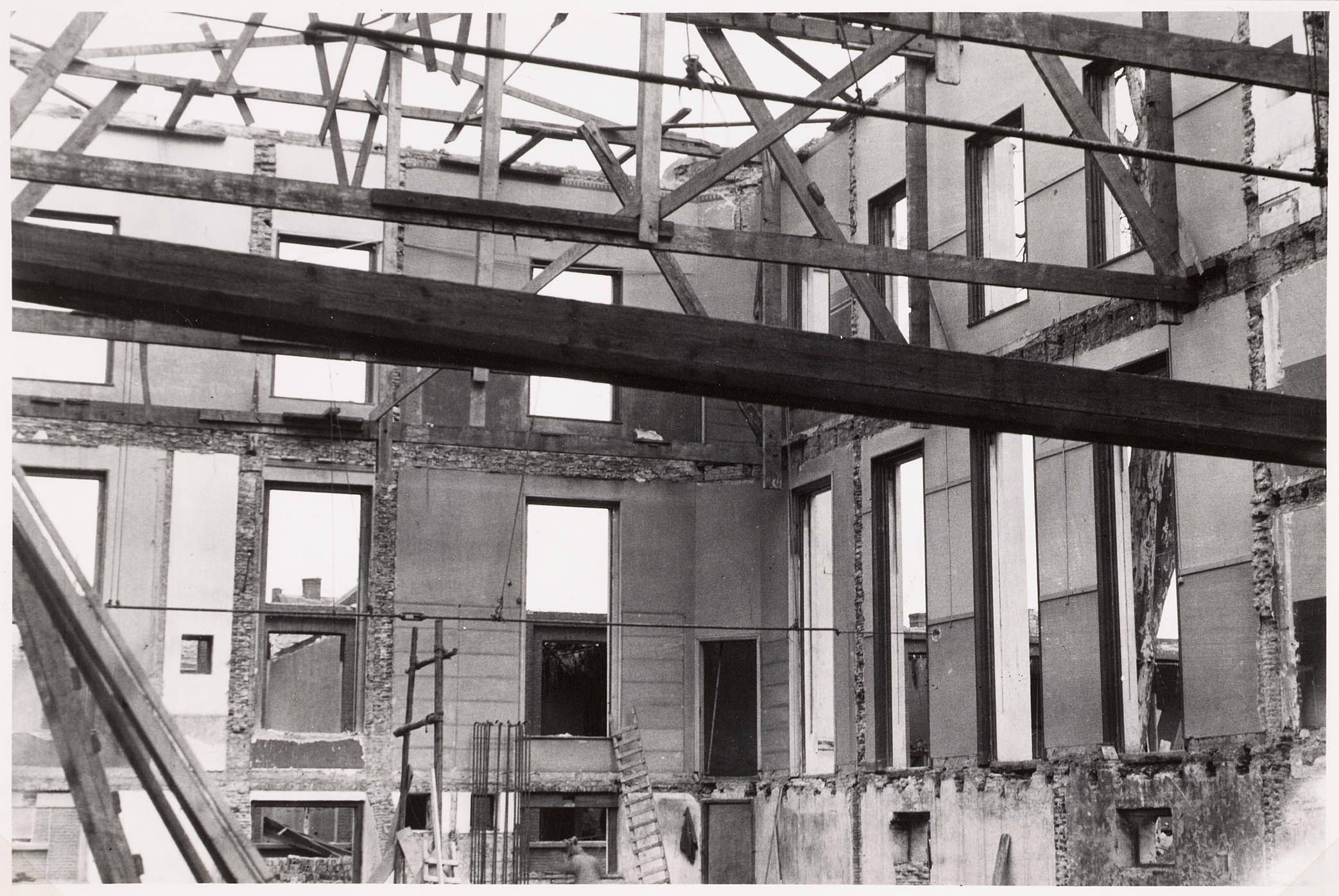
Grondige verbouwing van 1934 - 1936. De rijks-HBS wordt verbouwd tot het Paleis-Raadhuis tijdens het hoogtepunt wanneer alleen nog de buitenmuren overeind staan. (1935)

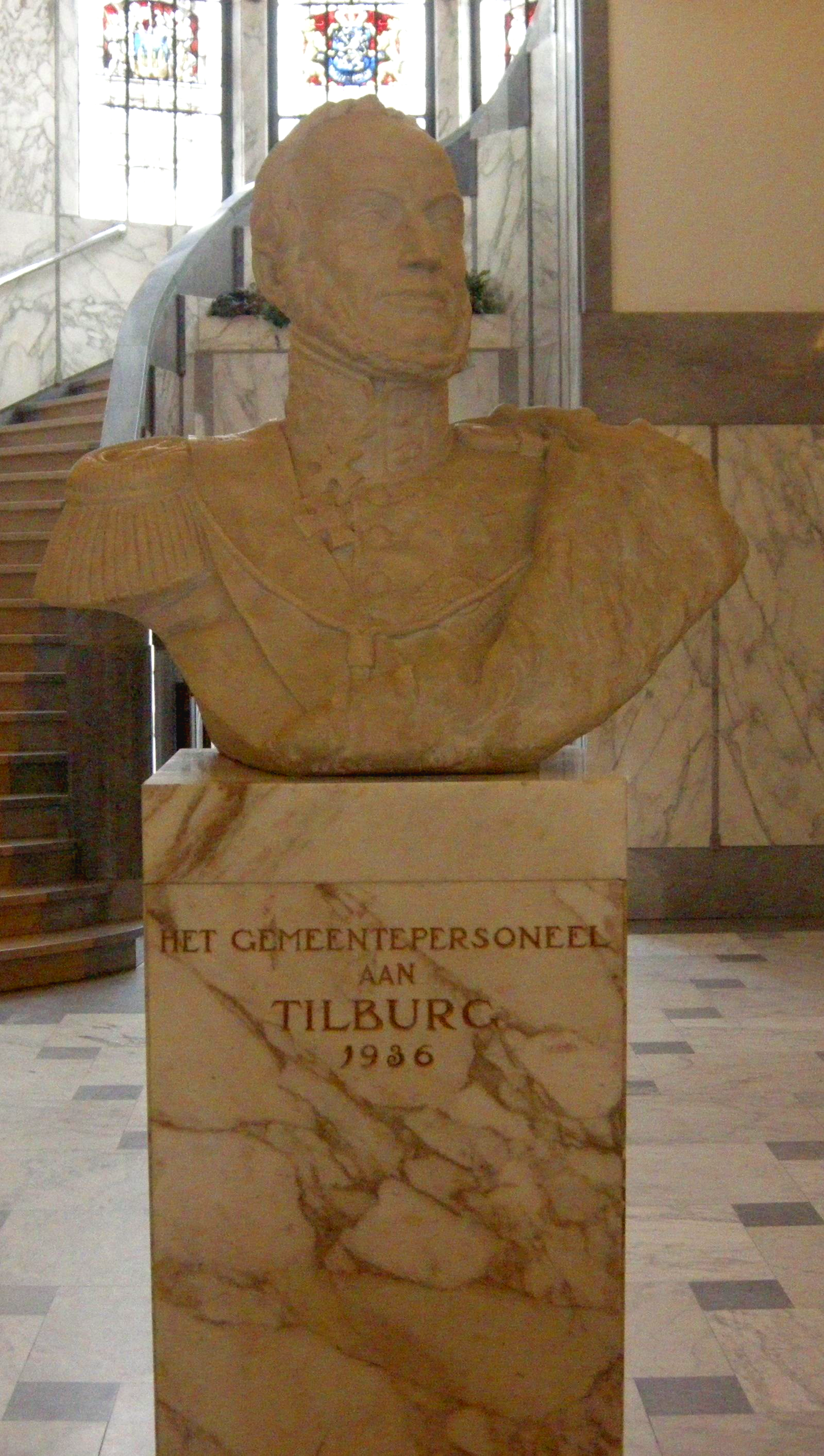
Borstbeeld van koning Willem II, vervaardigd door Oswald Wenckebach. Het borstbeeld is uitgevoerd in wit Carrarisch marmer en is aangeboden door het gemeentepersoneel bij de ingebruikname van het gemeentehuis op 1 augustus 1936.

Het besluit van den Gemeenteraad om het voormalige Paleis van Koning Willem II tot representatief Raadhuis in te richten, moet als een daad van sympathie voor den, bijzonder in Tilburg, geliefden Vorst worden beschouwd.
— Architect Oscar Leeuw

#### Extern
In 1934 is het gebouw reeds 85 jaar oud en ongeveer 70 jaar daarvan heeft het gediend als school. Het gebouw was totaal uitgeleefd en moest worden gerenoveerd en verbouwd. In 1931, toen het pand nog diende als rijks-HBS, sprak de Tilburgse gemeenteraad al over een mogelijkheid om het gebouw te gaan gebruiken als nieuwe locatie voor het stadhuis van de gemeente. De Nijmeegse architect Oscar Leeuw kreeg in 1934 de opdracht om de vervallen school te verbouwen tot een representatief Paleis-Raadhuis. Oscar Leeuw heeft geprobeerd het oorspronkelijke karakter van het gebouw te herstellen. Zo bracht hij de reeds lang verdwenen kantelen weer terug, maar maakte het gebouw 'gotischer' dan het ooit was geweest, door de rechthoekige vensters om te vormen tot spitsboogramen. De slanke torentjes bij de ingang met hun pinakels werden vervangen door een middenrisaliet met een ingangpartij, uitgevoerd in art-decostijl (evenals het totaal herbouwde interieur van het raadhuis). Toen in 1936 de verbouwing was voltooid werd op 1 augustus 1936 het paleis als Paleis-Raadhuis in gebruik genomen door burgemeester Frans Vonk de Both. De ingebruikname van het Paleis-Raadhuis werd feestelijk gevierd met een defilé van het lokale verenigingsleven dat werd afgenomen door burgemeester Frans Vonk de Both en CHU minister van Onderwijs, kunsten en wetenschappen Jan Rudolph Slotemaker de Bruine.

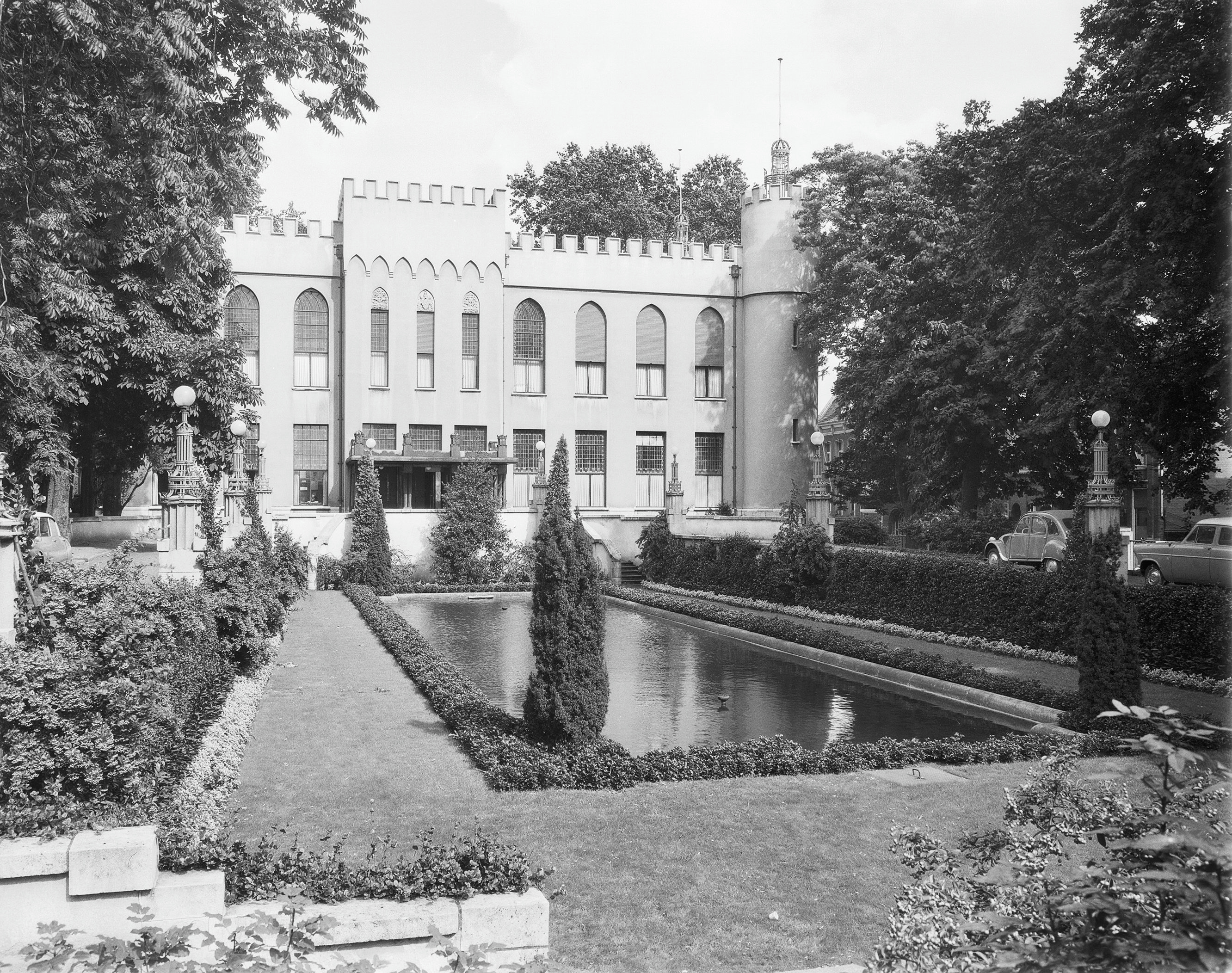
Vijver in de voortuin van het Paleis-Raadhuis

#### Oprijlaan met tuin en vijver
De voormalige meisjesspeelplaats inclusief botanische tuin, het tegenwoordige Willemsplein, gingen volledig op de schop. Hier verrees in 1936 een glooiende U-vormige en deels ommuurde oprijlaan welke leidde naar de hoofdingang. Tussen de heenleidende en de terugleidende weg verrees een lange formele rechthoekige vijver met hierin twee eenvoudige fonteinen. De vijver werd omrand met een bloemborder met op elke hoek van de vijver een conifeer; dit alles werd omlijst als ware het een passe-partout met een gazon. Twee trapjes aan weerszijden van de hoofdingang leiden naar het gazon. Rond om het gazon waren lage muurtjes opgetrokken met daarop lantaarns in art-decostijl. De tuin was afgesloten door een groot monument voor aartsbisschop Joannes Zwijsen met in het midden een bronzen beeld van de aartsbisschop zelf, vervaardigd in 1933 door Toon Dupuis. De oprijlaan was aan beide zijden afgesloten met een ijzeren poort.

#### Kritiek op verbouwing
De verbouwing van het paleis werd niet algeheel gewaardeerd, het verbouwde gebouw viel erg op tussen de Sint Dionysiuskerk en het oude stadhuis van Van Tulder, zo blijkt uit een krantenartikel in De Tijd waar de journalist optekende: Zoals de toestand daar vroeger was, was het veel beter. Het paleis was toen nog HBS en wandelende over de Markt tusschen kerk en raadhuis, keek men tegen een grooten tuin, waardoorheen men het gebouw zag liggen. Had men dezen tuin intact gelaten, dan was de omgeving veel fraaier geweest dan nu; het draagt nu te zeer het karakter van een mislukte poing om het te "mooi" te maken.

#### Intern

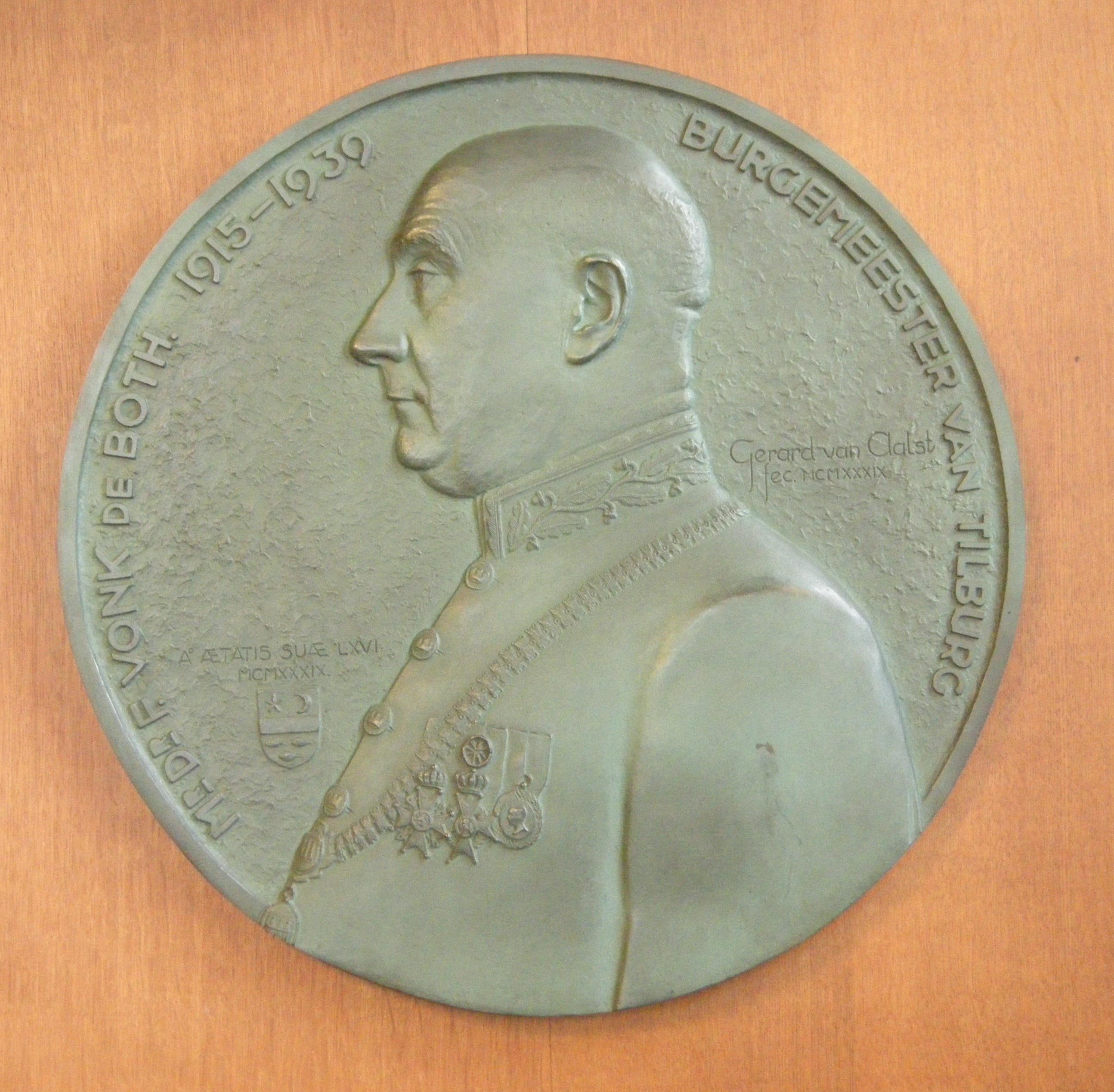
Bronzen gedenkpenning in de Paleiszaal, van burgemeester Vonk de Both. Hij is op de penning afgebeeld als 66-jarige. De penning is vervaardigd door kunstenaar Gerard van Aalst (1896-1965) en is onthuld bij het afscheid van De Both als burgemeester van Tilburg op 21 november 1939.

Door de verbouwing is het Paleis-Raadhuis ook intern volledig veranderd. Het souterrain heeft aan de oostzijde een eigen ingang gekregen. De bel-etage heeft een volledig nieuwe indeling en inrichting gekregen, in de noordelijke vleugel zijn twee trouwzalen verrezen, te weten de De Anna Paulowna-zaal en de Willem II-zaal. In de zuidelijke vleugel is de Burgemeesterskamer gevestigd. Tevens is boven de ingang naar het souterrain aan de oostzijde een halfcirkelvormig balkon gebouwd met eveneens een halfcirkelvormige uitbouw voor een nieuw en elegant trappenhuis, waarin een brede marmeren wenteltrap is gebouwd die naar de tweede etage leidt. In de cirkelvormige uitbouw vindt men gebrandschilderde ramen, vervaardigd door de Roermondse glazenier Joep Nicolas. Deze ramen beelden de deugden uit van een aantal bestuurders door middel van figuren uit de klassieke oudheid en de christelijke geschiedenis. Daaronder staan drie spreuken als motivatie voor de raadsleden.

Spreekt wijs, doet vroed, houdt streek kent dag en uur. Een goede raad heeft niemand licht te duur.
— Leonardus Cornelius Michels

Indien 't Gemeen u roept, besorght het als uw eygen.
— Joost van den Vondel

Regenten, doet uw best. God doet de rest.
— Leonardus Cornelius Michels

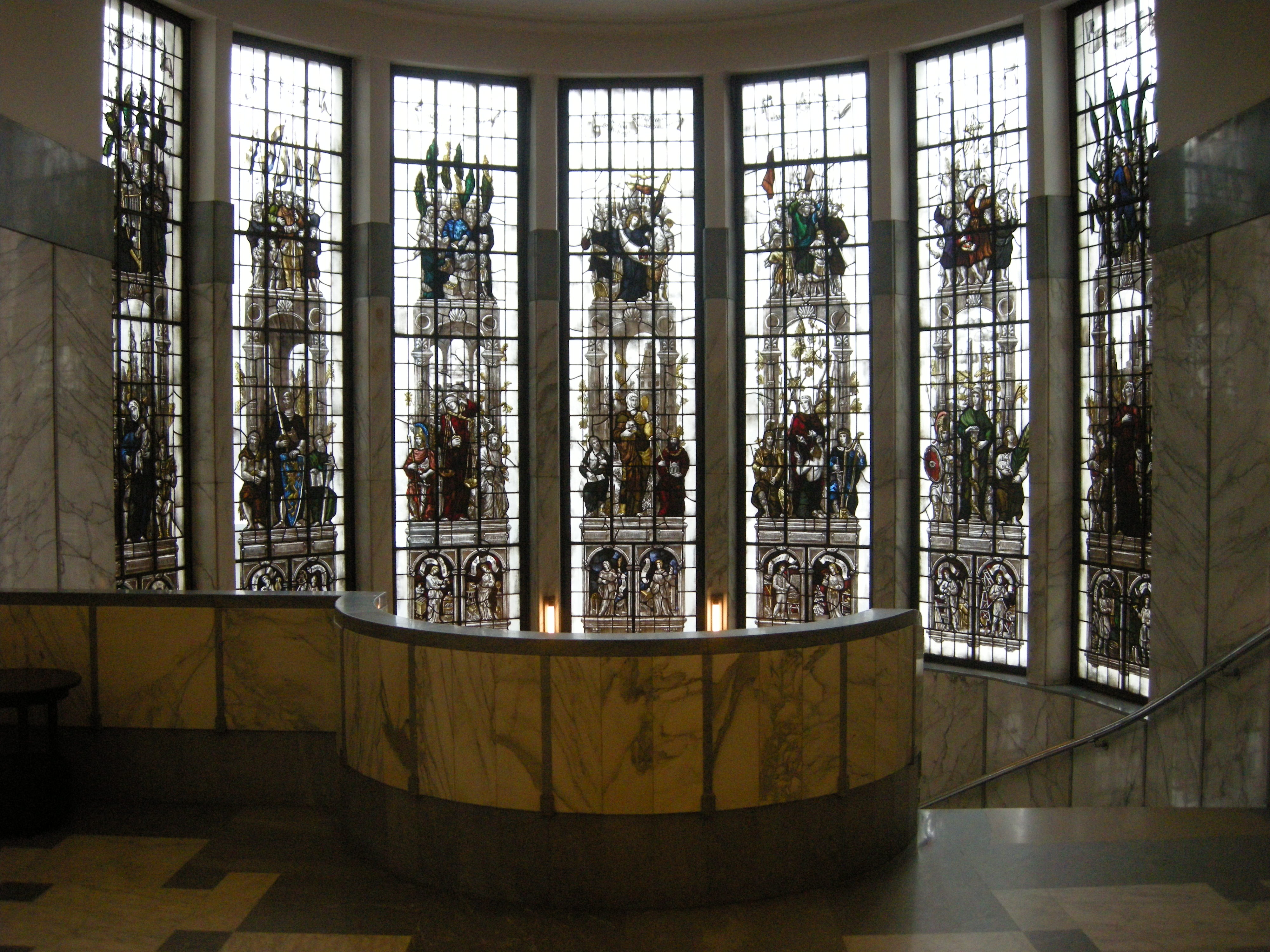
Gebrandschilderde ramen vervaardigd door Joep Nicolas, in het art deco trappenhuis dat is gecreëerd na de verbouwing van 1934-1936. De taferelen beelden ambachten uit die in Tilburg uitgeoefend werden.

Op de 2e etage is een hal verrezen, eveneens opgetrokken uit marmer, die leidt naar drie vertrekken, te weten de raadzaal, tegenwoordig bekend als de paleiszaal, de koffiekamer, tegenwoordig bekend als de Nassauzaal en de Burgerzaal, tegenwoordig bekend als de Oranjezaal. In de hal recht tegenover de trap is op de latei naar de wethouderskamer in 1936 door de directeur van de Tilburgse academie Henri Sicking (1889-1961) een fresco aangebracht dat het eerste had moeten zijn van een nooit verder voortgezette reeks op alle wanden van de hal. Zij werd geschonken door de Noord-Brabantse Waterschapsbond en geeft een symbolische voorstelling van het gelukkig samengaan in de toekomstige stedelijke samenleving van cultuur en economie, uitgebeeld door een vrouwspersoon geflankeerd door een man en vrouw, al schrijvende op een banier die over een boekensteun ligt gedrapeerd met daarop de Latijnse woorden: CVLTVRA en OECONOMIA, waarvan de laatste is afgeleid van het Oudgriekse οἰκονομία. Respectievelijk staan deze woorden voor cultuur en economie.

#### Interieur van de hal

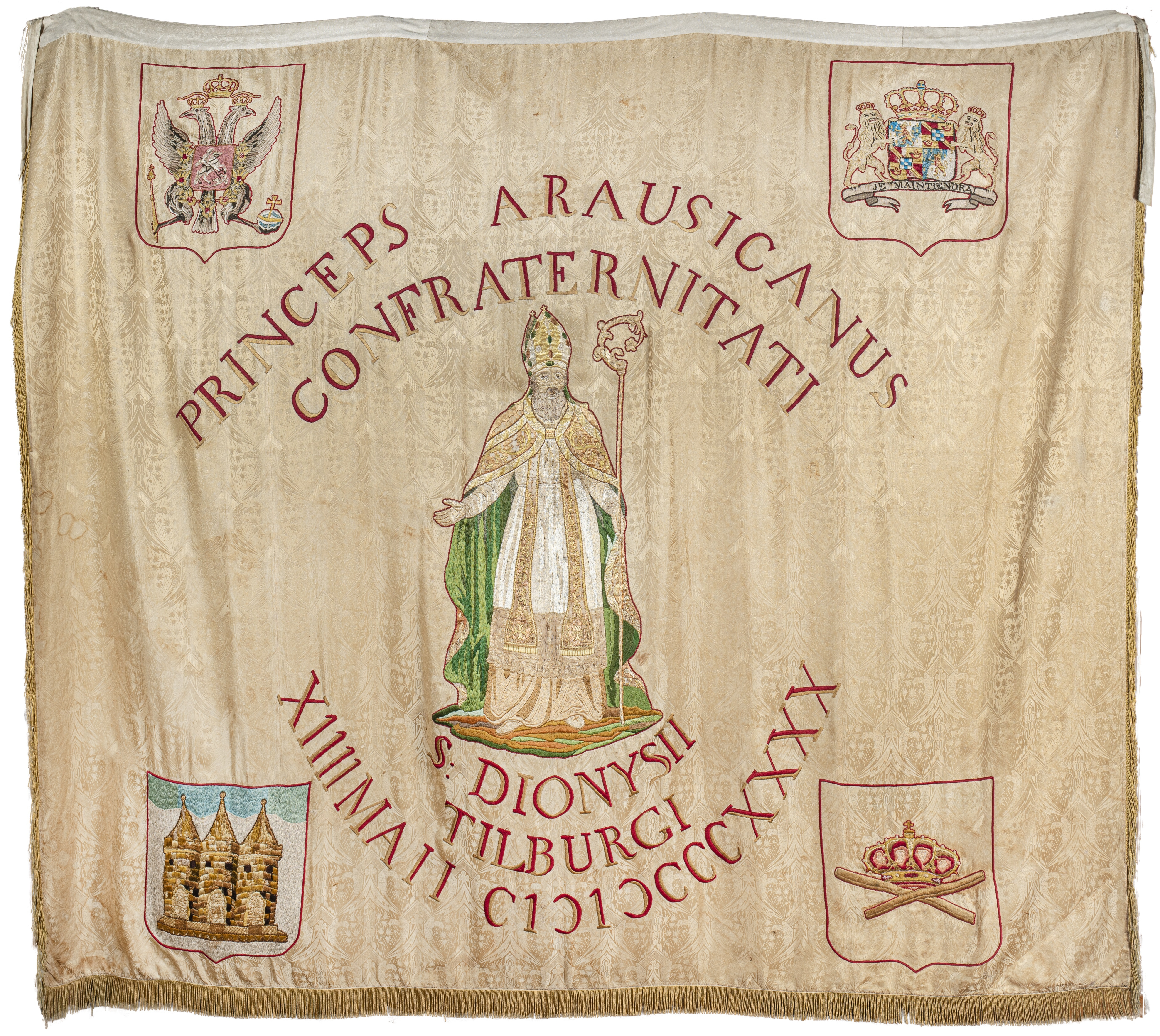
Het vaandel aangeboden door toenmalig kroonprins Willem II aan het Tilburgse kolveniersgilde Sint Dionysius.

De lambrisering in de centrale hal en de vestibule zijn geheel opgetrokken uit Carrarisch calacatta marmer, de vloer is vervaardigd uit wit marmer en ingelegd met vierkanten bleu turquin marmer. De hal is verder versierd met metalen interieurstukken vervaardigd door Willem Hendrik Gispen. In het midden van de hal staat een borstbeeld van koning Willem II uitgevoerd in wit Carrarisch marmer, door de beeldhouwer Oswald Wenckebach en bij oplevering van het Paleis-Raadhuis op 1 augustus 1936 aangeboden door het gemeentepersoneel.
Opmerkelijk is de metalen klok links tegen de muur, eveneens in art deco, naar een ontwerp van architect Oscar Leeuw. Rond de wijzerplaat zijn vier tekens van de dierenriem geplaatst, Steenbok, Ram, Kreeft en Weegschaal. Deze vertegenwoordigen het sterrenbeeld waarin de zon staat bij aanvang van de seizoenen.
Rechts hangt tegen de wand het oude vaandel van het Tilburgse Kolveniersgilde Sint Dionysius. Het vaandel is door toenmalig kroonprins Willem II, aangeboden aan het gilde dat dateert van 1665. Op het vaandel staat de 'Latijnse tekst: "PRINCEPS ARAUSICANUS CONFRATERNITATI S. DIONYSII TILBURGI" hetgeen betekent "De Prins van Oranje aan de broederschap van Sint Dionysius in Tilburg." Op het vaandel staat ook de datering van schenking in Romeinse cijfers: XIIIIMAII CIƆIƆCCCXXXX, ofwel 14 mei 1840. Het Gilde Sint Dionysius heeft het vaandel tot midden jaren negentig van de 20e eeuw meegevoerd. Het vaandel was mettertijd kwetsbaar geworden en langer gebruik van het vaandel was niet meer verantwoord. Het vaandel is hierom op 16 april 1994 in bruikleen overgedragen aan de gemeente Tilburg en heeft toen zijn huidige plaats gekregen in de hal van het Paleis-Raadhuis. Tegenwoordig maakt het vaandel onderdeel uit van de gemeentelijke collectie, beheerd door: Stadsmuseum Tilburg.

#### Stadsarchief
Op 1 oktober 1936 was het stadsarchief van de gemeente Tilburg gevestigd in het souterrain van het Paleis-Raadhuis. Dit gebeurde onder leiding van archivaris dr. J.A.B.M. de Jong. Het archief had een studiezaaltje en kantoor voor de archivaris. Het paleis-raadhuis is ruim vijftig jaren het onderkomen van de archieven gebleven, zij het dat met de verruiming van de opvattingen over taak en doelstelling van een gemeentearchief en de toename van het aantal beheerde archivalia het in gebruik zijnde oppervlak binnen dat gebouw gestaag is gegroeid. In de jaren zeventig moest men zelfs daarbuiten in het aangrenzende Stadskantoor 1 depotruimte gaan zoeken.

### Tweede Wereldoorlog
Gedurende de hele oorlog was er een luchtbeschermingsdienst actief in Tilburg die onder andere de torens van het Paleis-Raadhuis gebruikte als uitkijkpost over de stad. Zo registreerden zij of er vijandelijke vliegtuigen overvlogen en wat voor schade was ontstaan door bommen. Ondanks dit alles heeft men getracht het grootste deel van de Tweede Wereldoorlog gewoon te functioneren als altijd. In 1941 werden Joodse leerlingen naar het Joods Lyceum in 's-Hertogenbosch overgebracht. Onder hen was Helga Deen, zij werd in 1943 geïnterneerd in Kamp Vught alwaar zij een dagboek bijhield; later dat jaar zou zij worden overgebracht naar vernietigingskamp Sobibór. Burgemeester Van de Mortel oefende bijna de gehele bezetting zijn ambt uit, tot hij op 12 juli 1944 door de Duitsers uit zijn ambt werd gezet en op 17 juli werd opgevolgd door NSB-waarnemend-burgemeester Harmanus Hondius, die aanbleef tot 17 september 1944 om vervolgens naar het nog bezette Arnhem te vluchten voor het geallieerd offensief Operatie Market Garden, dat vanuit België oprukte naar het noorden. Op 27 oktober 1944 werd Van de Mortel weer geïnstalleerd als burgemeester van Tilburg. Op 3 november 1944 werd Tilburg officieel bevrijd door de Britten. De bevrijders werden warm onthaald door de Tilburgers en de Britse vlag werd in een van de torens van het Paleis-Raadhuis gehesen. Tilburg vierde drie dagen lang de bevrijding. Eén dag later, op 4 november 1944, nam prins Bernhard samen met burgemeester Van de Mortel het defilé af van de Prinses Irene Brigade vanaf het bordes van het Paleis-Raadhuis. Koningin Juliana zou op 9 mei 1945, één dag na de capitulatie van Duitsland, naar Tilburg komen, waar zij samen met burgemeester Van de Mortel werd begroet door een uitzinnige menigte.

## Herinrichting stadscentrum 1969 - 1971

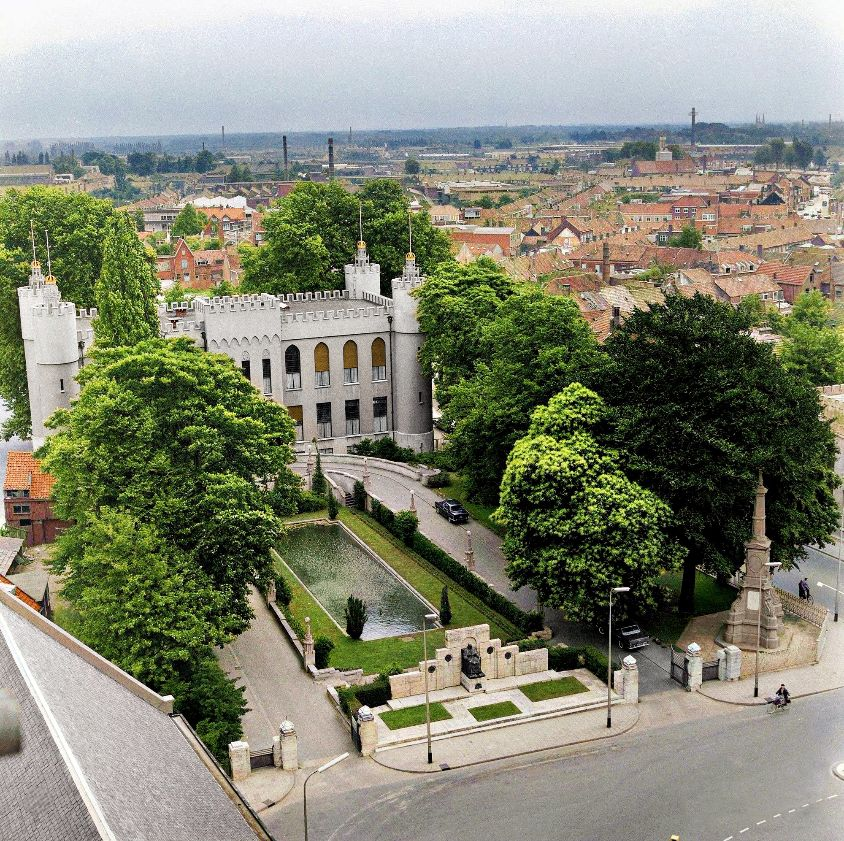
Digitaal ingekleurde foto van het Paleis-Raadhuis (1964)

Reeds in de jaren vijftig werden al plannen gemaakt voor het herinrichten van het stadscentrum. Toenmalig burgemeester Cees Becht gaf opdracht voor de aanleg van de Paleisring. Voor deze nieuwe brede straat met brede trottoirs moest het statige voormalige stadhuis aan de Markt, dat toen nog deel uitmaakte van het duo-raadhuis, worden gesloopt. Tevens werd bepaald dat het Paleis-Raadhuis een uitbreiding zou gaan krijgen en dat de oprijlaan, de vijver en de tuin zouden worden verwijderd om plaats te maken voor een parkeerplaats. Het monument van bisschop Zwijsen is verwijderd, het bronzen standbeeld staat in de tuin van de Sint-Dionysiuskerk alwaar hij ooit nog pastoor is geweest.

### Willemsplein

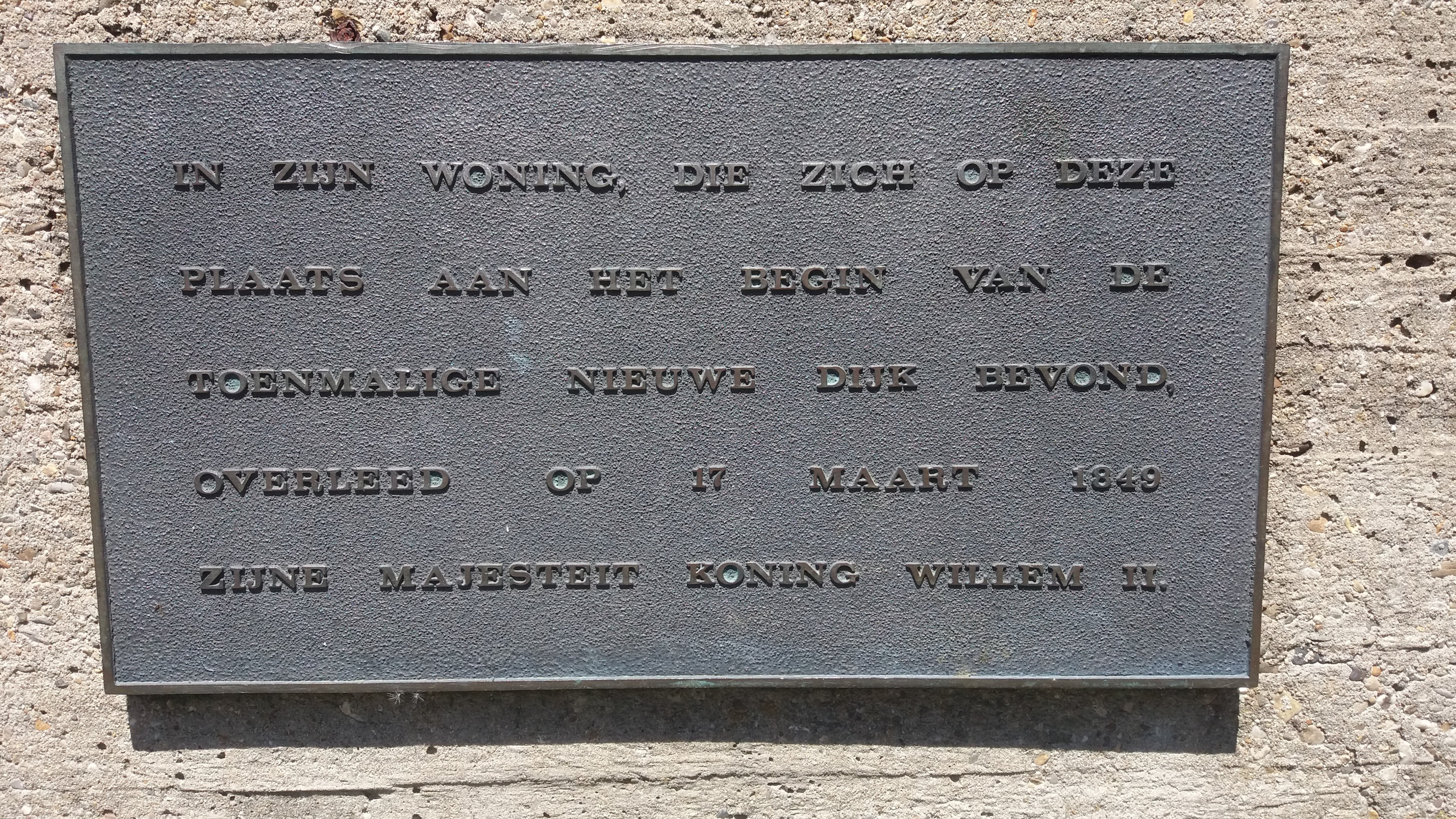
Plakkaat aan de Fontein van Beljon op het Willemsplein.

De oprijlaan, de tuin en de vijver moesten plaatsmaken voor een parkeerplaats en een ondergrondse parkeergarage door het alsmaar groeiende aantal ambtenaren met een auto. De werkzaamheden hiervoor zijn aangevangen in 1969 en afgerond in 1970, hierna was het Willemsplein ook opgehoogd en lichtglooiend zoals de vroegere oprijlaan. Tot begin jaren negentig werd het Willemsplein als parkeerterrein gebruikt, hierna is het autovrij gemaakt en alleen nog vrij voor bestemd trouwvervoer. Voor het plein, naar verluidt de plek waar de eerste woning van Koning Willem II heeft gestaan, is 1972 een grote betonnen fontein verrezen de Fontein van Beljon, vernoemd naar kunstenaar Joop Beljon (1922-2002). Het Willemsplein wordt verder veelvuldig gebruikt voor tal van evenementen, zoals: Tilburg Culinair & Tilburg Wijnstad, Boeken rond het Paleis en de Nostaligsche Kermis tijdens de Tilburgse kermis.

### Stadskantoor 1

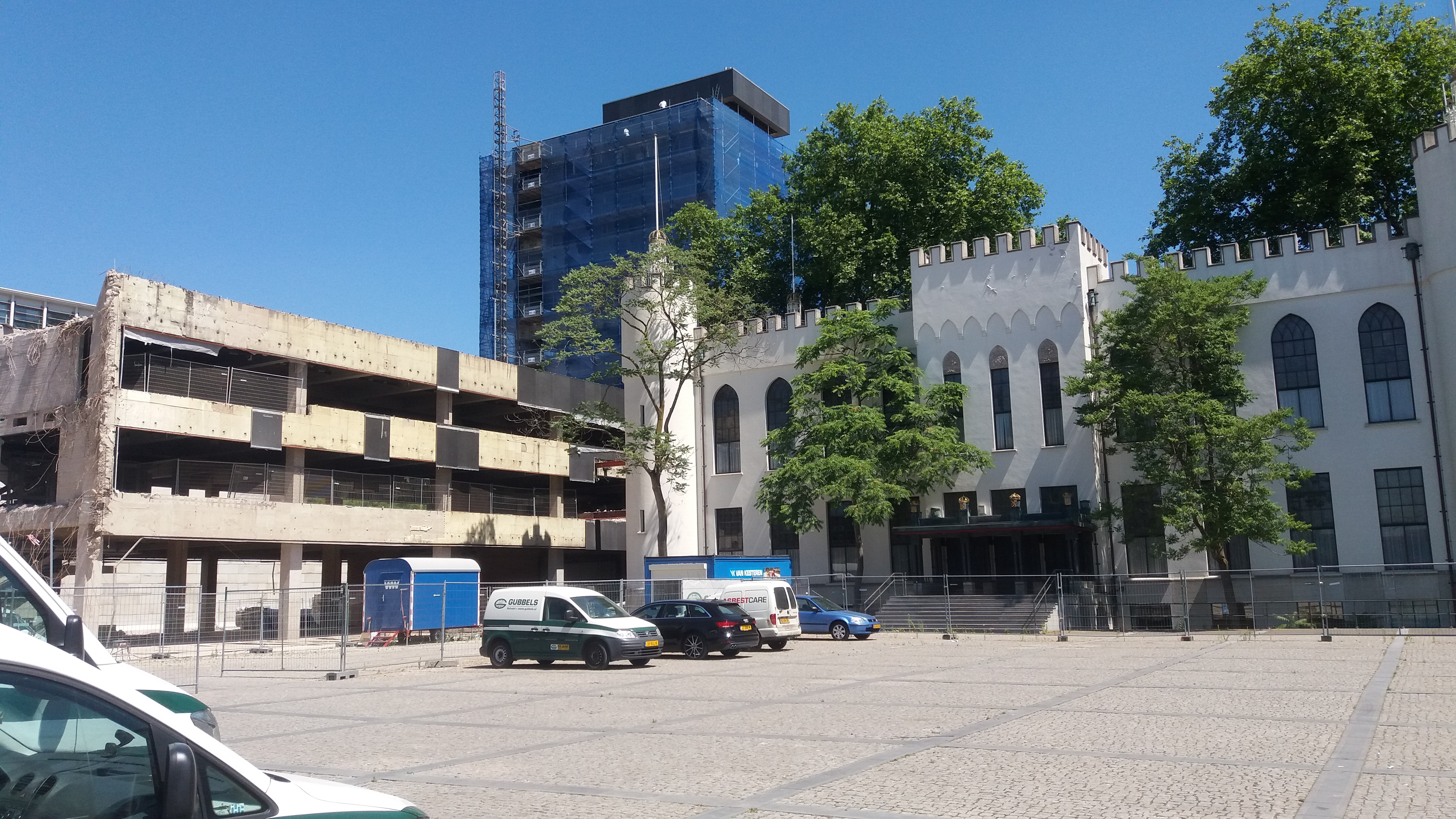
Westzijde van het Paleis-raadhuis met daarnaast het gestripte Stadskantoor 1.

In 1967 werd het Paleis-Raadhuis te klein bevonden voor het benodigde ambtenarenapparaat van de almaar groeiende stad. Er werd een nieuw, door architectenbureau Kraaijvanger ontworpen Stadskantoor naast het Paleis-Raadhuis gebouwd. Waarmee het in 1971, middels een luchtbrug, werd verbonden aan de noordelijke flank. Sindsdien doet het Paleis-Raadhuis voornamelijk nog dienst als locatie voor trouwceremonies. Met de komst van Stadskantoor 1 was ook het uit 1845 stammende voormalige stadhuis en tevens rijksmonument van architect Henri van Tulder 'overbodig' geworden. Dat is later dat jaar op last van burgemeester Cees Becht afgebroken.

#### Stadskantoor 1: Verbouwing 2017-2021
In november 2017 werd begonnen met een omvangrijke verbouwing van het gebouw onder leiding van architectenbureau DEDRIE. Het kantoor werd gestript totdat alleen het betonskelet van het gebouw nog overeind stond. Tijdens het verwijderen van de gevelplaten bleek dat er veel meer asbest in het kantoorgebouw was verwerkt dan vooraf bekend was. Dit leidde tot een financiële tegenvaller van driekwart miljoen euro. Medio april 2018 is BAM begonnen met de verbouwing die eerst naar verwachting in de zomer van 2019 zou worden afgerond. Hierna werd begonnen met de wederopbouw van het gebouw. Het ontwerp van het interieur werd verzorgd door architectenbureau Common Affairs. De oplevering van het pand werd verwacht op 5 november 2020, op die datum zou tevens het 75-jarige naoorlogse bestaan van de Tilburgse Gemeenteraad worden gevierd. Maar al snel werd duidelijk dat die datum niet zou kunnen worden gehaald ten gevolge van de coronapandemie. In maart 2021 werden de werkzaamheden afgerond. De definitieve opleverdatum werd 18 april 2021, de 212e verjaardag van de Tilburgse stadsrechten.

## Paleis-Raadhuis 1971 - heden
Tegenwoordig dient het Paleis-Raadhuis voornamelijk voor trouwceremonies, kleinere vergaderingen en de ontvangst van hoogwaardigheidsbekleders. Als trouwlocatie is het Paleis-Raadhuis populair vanwege de geschiedenis en het uiterlijk van het gebouw.

### Zalen in het Paleis-Raadhuis

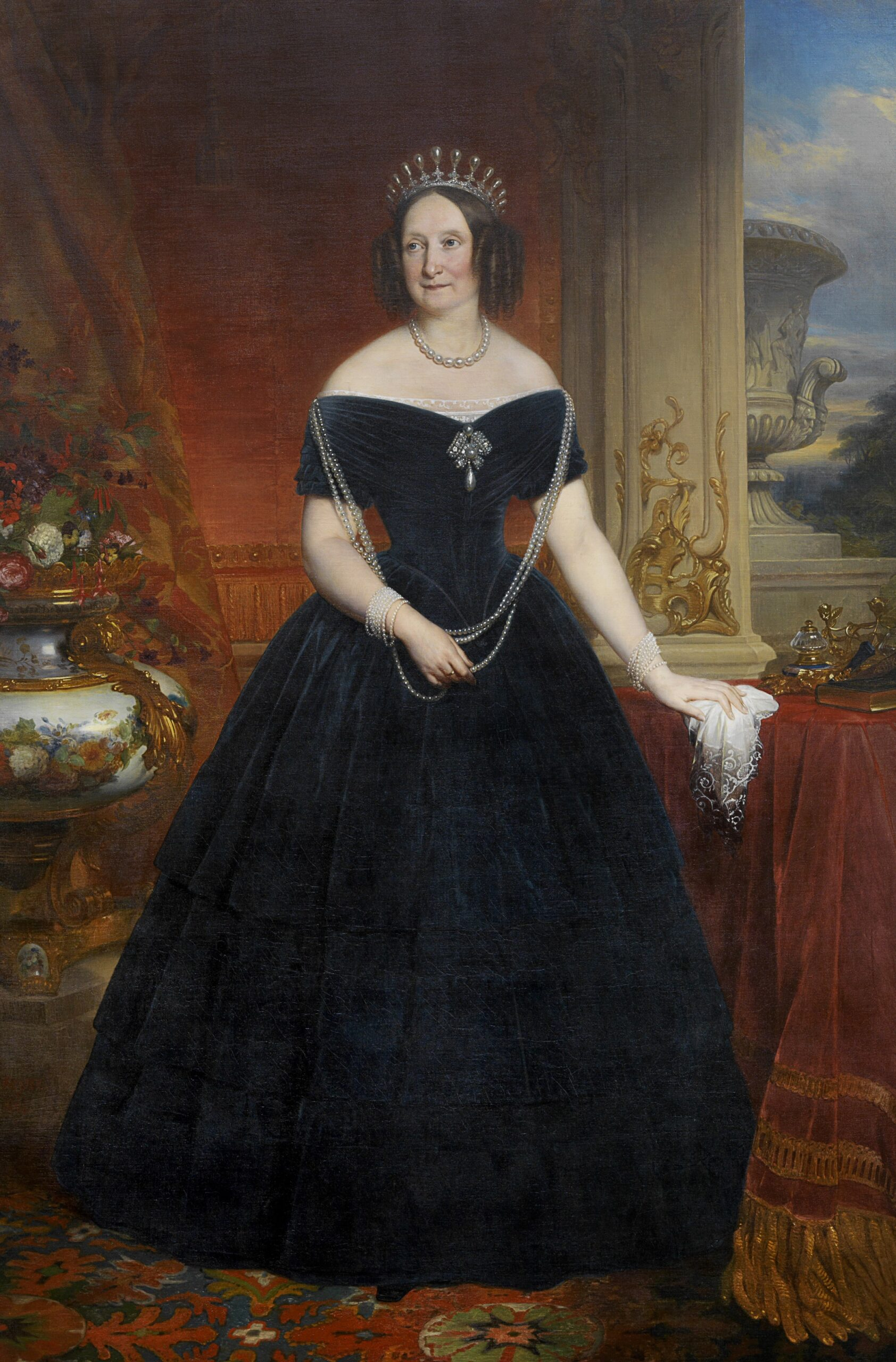
Grootvorstin Anna Paulowna, de echtgenote van koning Willem II, met parelparure.

#### Anna Paulowna-zaal
De Anna Paulowna-zaal, gesitueerd op de bel-etage in het westelijke deel van de noordelijke vleugel van het Paleis-Raadhuis, is vernoemd naar de echtgenote van koning Willem II, hij trouwde deze Russische grootvorstin, zuster van tsaar Alexander in 1816. In deze zaal hangen portretten van de bekende Tilburgse familie Baeten. De Anna Paulowna-zaal is met 25 zitplaatsen de kleinste trouwzaal in het Paleis-Raadhuis. Door middel van twee paar deuren kan de Anna Paulowna-zaal worden verbonden met de Willem II-zaal. In de tweede helft van 2012 is de zaal, net als de Willem II-zaal, gerenoveerd.

#### Willem II-zaal
Deze trouwzaal, met 35 zitplaatsen, is gelegen op de bel-etage naast de Anna Paulowna-zaal, in het oostelijke deel van de noordelijke vleugel van het Paleis-Raadhuis. Er hangen behalve een portret van Willem II zelf (geschilderd door Jan Adam Kruseman) ook portretten van personen die in of vanuit Tilburg een rol van betekenis hebben gespeeld in het leven van de koning, monseigneur Joannes Zwijsen door Jan van Delft, oogheelkundige Franciscus Cornelis Donders en het echtpaar Diepen-Van der Voort door Basile de Loose. Door middel van twee paar deuren kan de Willem II-zaal verbonden worden met de Anna-Paulowna-zaal. In de tweede helft van 2012 is de zaal, net als de Anna Paulowna-zaal, gerenoveerd.

#### Paleiszaal
Op de tweede etage in de zuidvleugel ligt de Paleiszaal, vroeger de Raadzaal. De authentieke perstribune is toegankelijk vanuit de zuidoostelijke traptoren. De Paleiszaal is tegenwoordig nog in gebruik als vergaderzaal. De huidige gemeenteraad vergadert in Stadskantoor 1. In de bovenlichten van de gebrandschilderde ramen zijn de wapens van Nederland, Noord-Brabant en Tilburg, plus de vier wapens van de heersers van Tilburg verwerkt door glazenier Toon Berg. In de Paleiszaal hangt onder meer de bronzen gedenkpenning van burgemeester Vonk de Both. Verder hangen in deze zaal drie grote portretten, van koningin Wilhelmina, vervaardigd ter gelegenheid van haar abdicatie door Ferenc László Hernady, dat van de toenmalige prinses Juliana door Jan van Delft, waarvoor de prinses heeft geposeerd, en dat van koningin Beatrix. Een schilderij van koning Willem II op zijn sterfbed door Nicaise de Keyser, in bruikleen van het Rijksmuseum, is inmiddels weer terug naar Amsterdam. Deze zaal is enkel toegankelijk voor het publiek onder begeleiding van een stadsgids van de stadsgidserij Tilburg.

#### Nassauzaal
De Nassauzaal was vroeger de koffiekamer van de Gemeenteraad. Tegenwoordig is het een kleine vergaderkamer. Er hangt een portret van de toenmalige prinses Beatrix, vervaardigd door Theo Swagemakers. Ook deze zaal is alleen toegankelijk voor het publiek onder begeleiding van een stadsgids.

#### Oranjezaal
Op de tweede etage in de noordelijke vleugel, recht tegenover de ingang van de Paleiszaal, ligt de Oranjezaal, vroeger bekend als de Burgerzaal, die oorspronkelijk bedoeld was als ontvangstruimte van de gemeenteraad. Hoog in de zuidelijke wand zit nog een kleine orkesttribune. Deze zaal beslaat de gehele noordelijke vleugel op de tweede etage en dient tegenwoordig als trouwzaal. In de noordelijke wand zijn twee deuren naar de in 1971 gebouwde luchtbrug, die toegang verschaft tot het Stadskantoor 1. In de zaal hangen een drietal portretten, van koningin-regentes Emma en van koningin Wilhelmina door Albert Verschuuren, en een portret van koning Willem II door Nicaise de Keyser. In de bovenlichten van de gebrandschilderde ramen zijn medaillons verwerkt door de Tilburgse glazenier Piet Clijsen. Ook hangt er een paneel van houten inlegwerk waarop een gestileerde stamboom van het vorstenhuis Oranje-Nassau is afgebeeld. De Oranjezaal is met 45 zitplaatsen de grootste trouwzaal van het Paleis-Raadhuis.

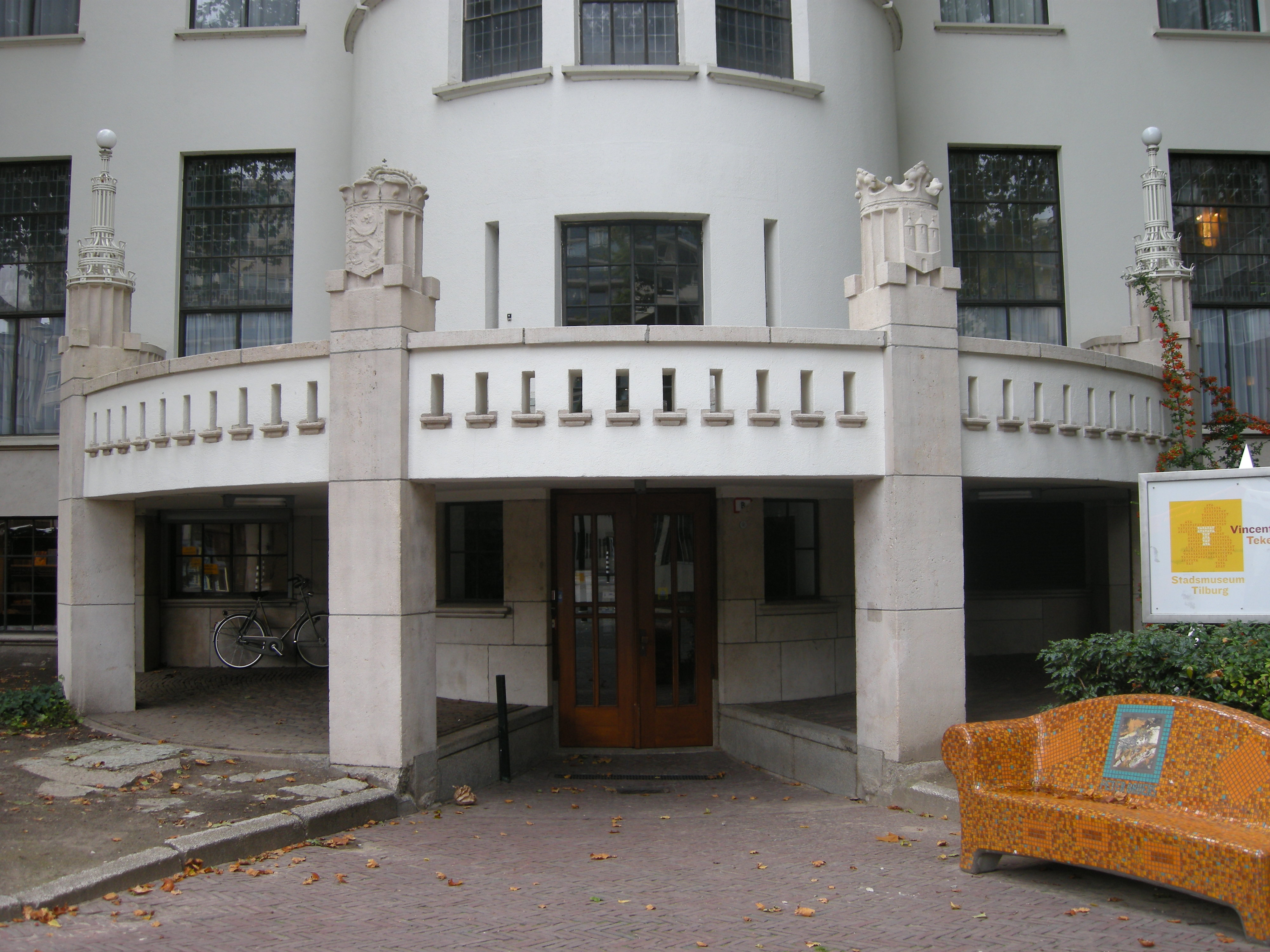
Achterzijde van het Paleis-Raadhuis. Opvallend is het art-deco balkon aan de bel-etage. Door het verlaagde terrein is een directe toegang tot het souterrain mogelijk. Geruime tijd was in een deel van het souterrain het Tilburgse bureau van de VVV gevestigd.

## Vincents Tekenlokaal
Van juni 2009 tot januari 2018 huisvestte het Paleis-Raadhuis de tentoonstelling Vincents Tekenlokaal. Deze tentoonstelling werd geopend op 12 juni 2009 door toenmalig burgemeester Ruud Vreeman. De tentoonstelling maakte deel uit van het Stadsmuseum Tilburg. In Vincents Tekenlokaal staat het tekenonderwijs uit 1866 centraal maar er wordt ook aandacht besteed aan het moderne digitale tekenenonderwijs. Sinds januari 2018 is Vincents Tekenlokaal gevestigd in Ontdekstation013 in de Spoorzone in Tilburg.

## Boeken rond het Paleis
Sinds 1997 wordt elke laatste zondag van augustus rond om het Paleis-Raadhuis, op het Willemsplein, de Stadhuisstraat, het Stadhuisplein en het Koningsplein, de grootste boekenmarkt van Zuid-Nederland gehouden. Deze boekenmarkt wordt georganiseerd door Stichting Cools. Verdeeld over ongeveer 300 kramen bieden zowel particulieren als handelaren dan hun nieuwe of tweedehands boeken te koop aan. Op deze dag wordt, sinds 2003, om de twee jaar, ook de nieuwe stadsdichter beëdigd tijdens een ceremonie in het Paleis-Raadhuis.

### Tilburgse stadsdichters
- 2003-2005 - Jace van de Ven
- 2005-2007 - Nick J. Swarth
- 2007-2009 - Frank van Pamelen
- 2009-2011 - Cees van Raak
- 2011-2013 - Esther Porcelijn
- 2013-2015 - Jasper Mikkers
- 2015-2017 - Martin Beversluis
- 2017-2019 - Onias Landveld
- 2019-2021 - A.H.J. Dautzenberg (voortijdig gestopt vanwege onvrede met het honorarium)[55]
- 2021-2023 - Rodgairo Dalnoot[56]
- 2023-2025 - Frederike Luijten[57]

## Trivia
- Burgemeester Johan Stekelenburg werd na zijn overlijden, tijdens zijn ambtstermijn, op 22 september 2003, opgebaard in het Paleis-Raadhuis op 27 september van dat jaar.[59]
- Diverse jaren stond er tijdens de Tilburgse kermis een nostalgische kermis voor het Paleis-Raadhuis op het Willemsplein.
- Tijdens de viering van 75 Jaar Verenigde Naties was het Paleis-Raadhuis blauw verlicht om deze viering tot uitdrukking te brengen
- Om de Tilburgers een hart onder de riem te steken tijdens de coronacrisis was het Paleis-Raadhuis in 2020 Robijnrood verlicht.
- Vanwege verbouwingen aan het Willemsplein werden er in 2022 geen huwelijken voltrokken in het Paleis-Raadhuis. Maar voor zanger Guus Meeuwis en styliste Manon Meijers werd een uitzondering gemaakt. Zij werden door burgemeester Theo Weterings getrouwd voor de wet op 2 juli 2022.[60][61]
- Op 21 januari 2023 vonden er opnames plaats in het Paleis-Raadhuis voor de televisieserie De Joodse Raad. De in art-deco opgetrokken hal van het Paleis-Raadhuis is geënsceneerd als de rechtbank van Amsterdam. De scene komt terug in aflevering 5, De kleine Shoah, uitgezonden op 7 april 2024 en begint op 5:52.[62][63]

## Afbeeldingen

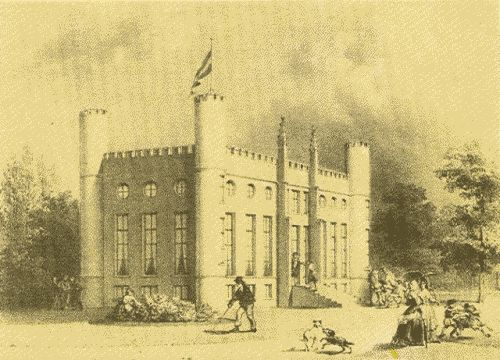
Geel gekleurde uitvoering van de lithografie
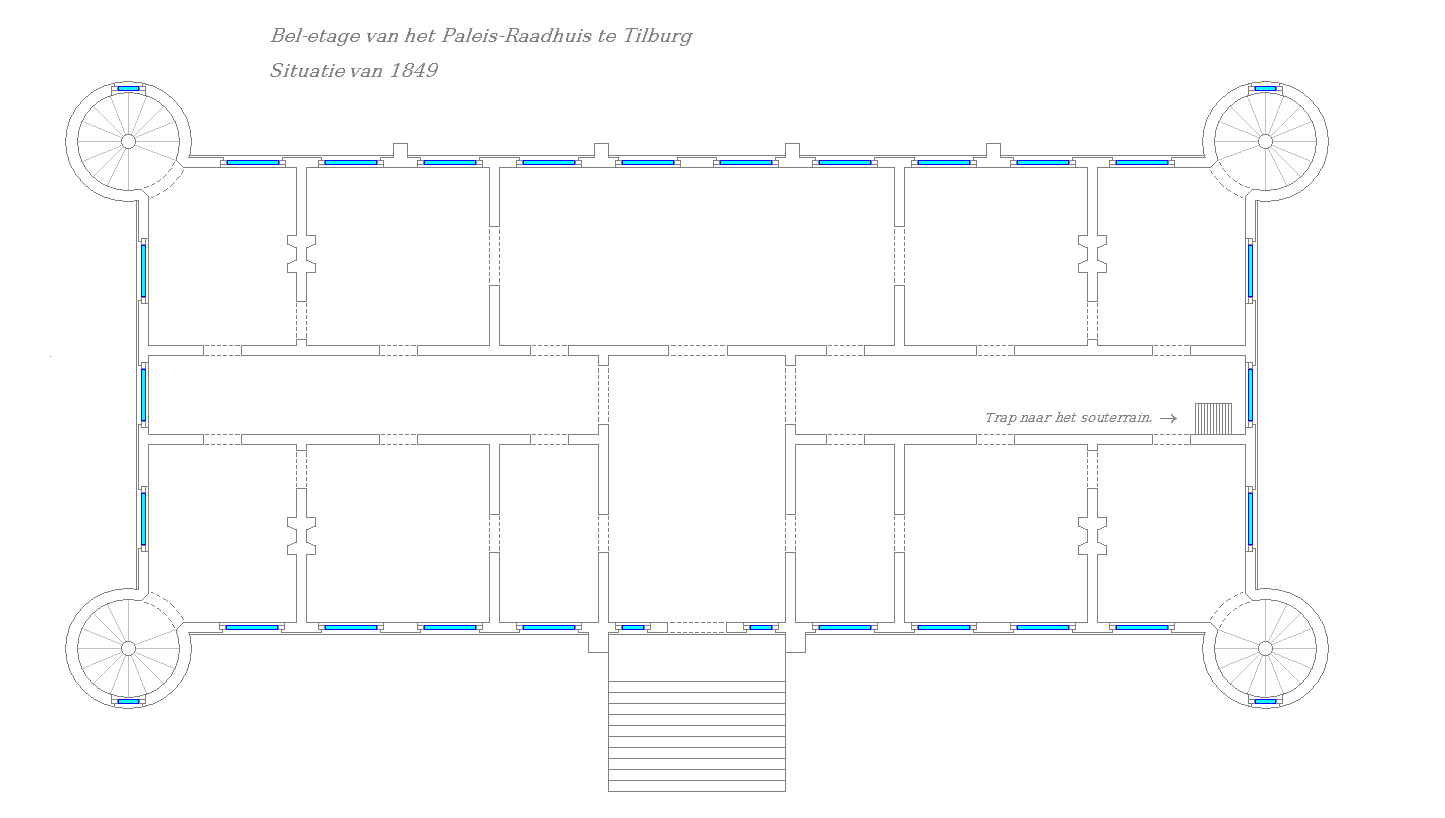
1e etage of Bel-etage van het paleis in 1849
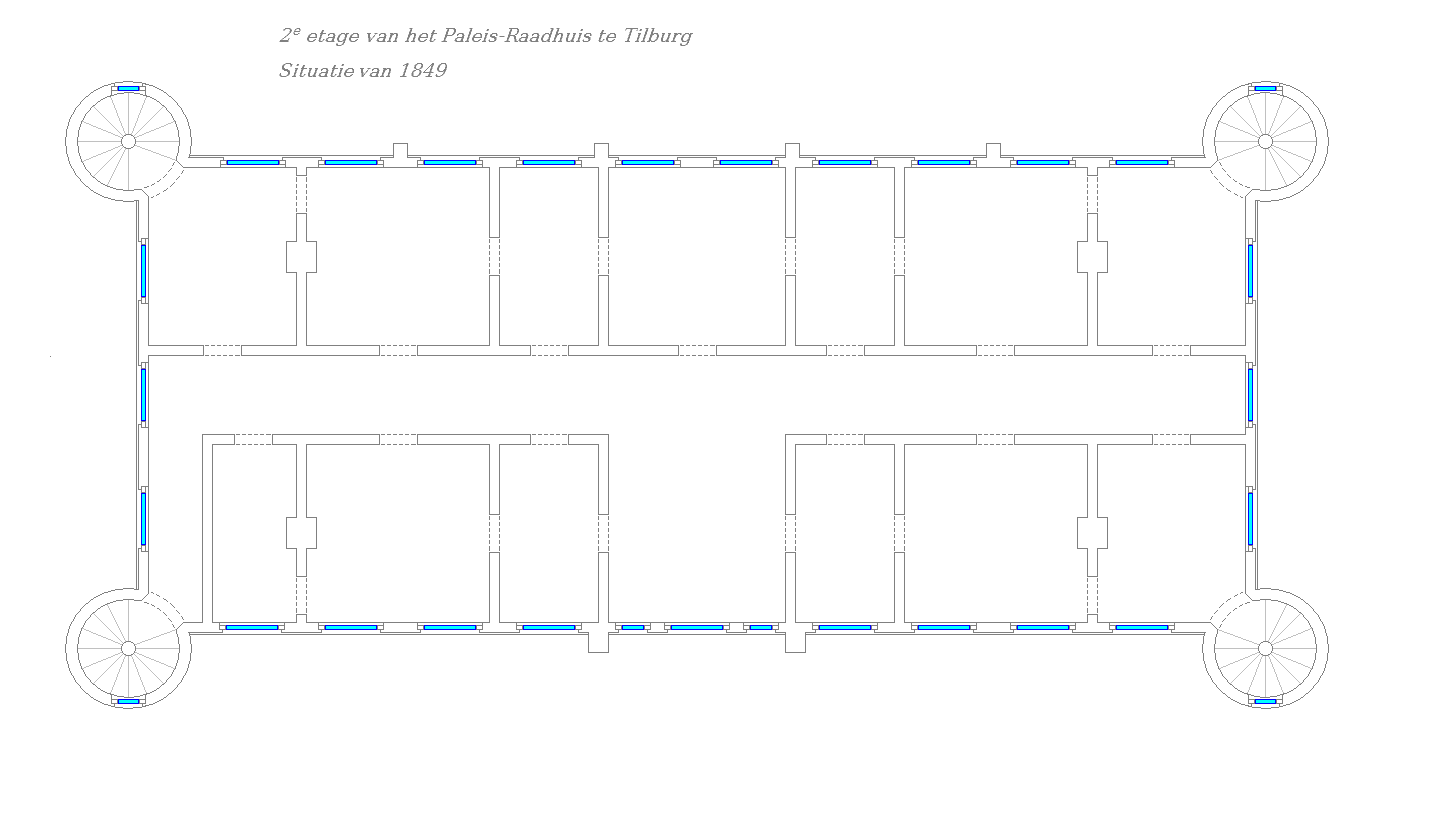
2e etage van het paleis in 1849
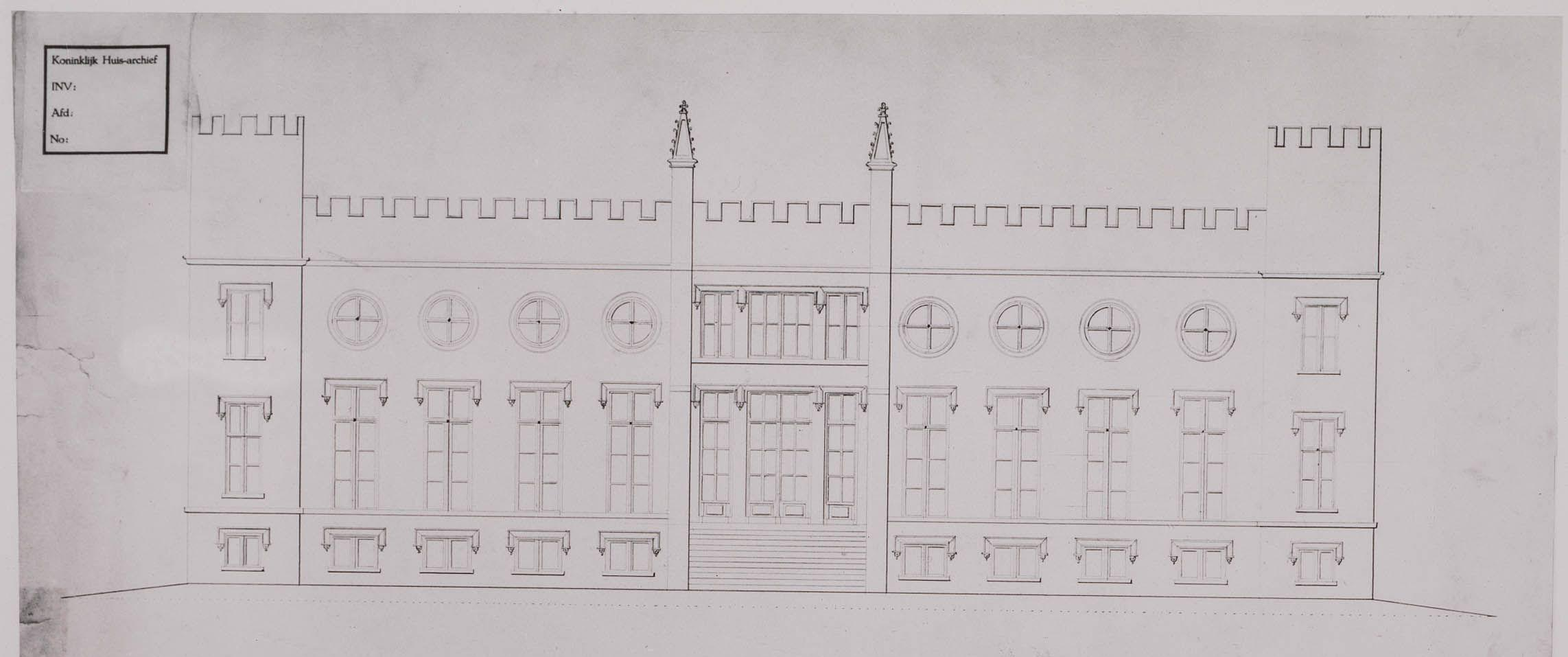
Façade. Getekend omstreeks 1845
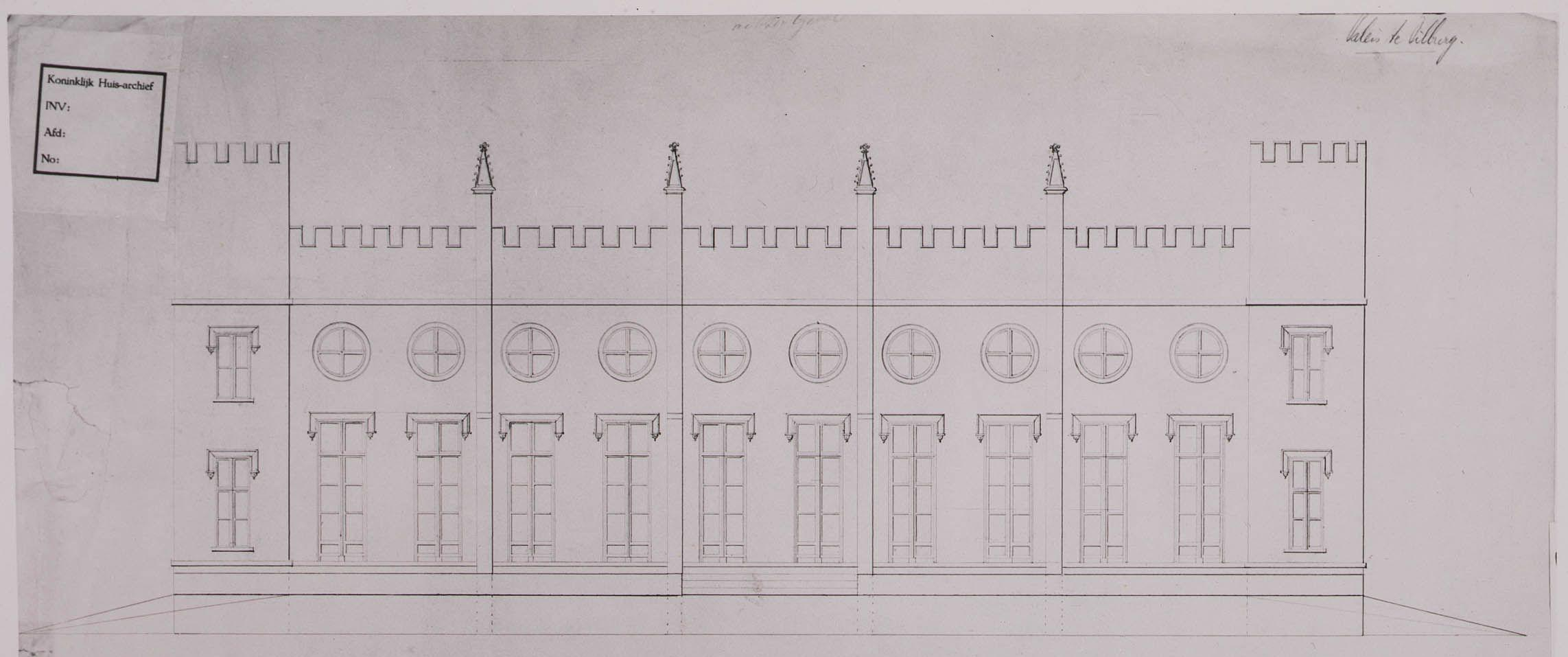
Achterzijde van het paleis. Getekend omstreeks 1845
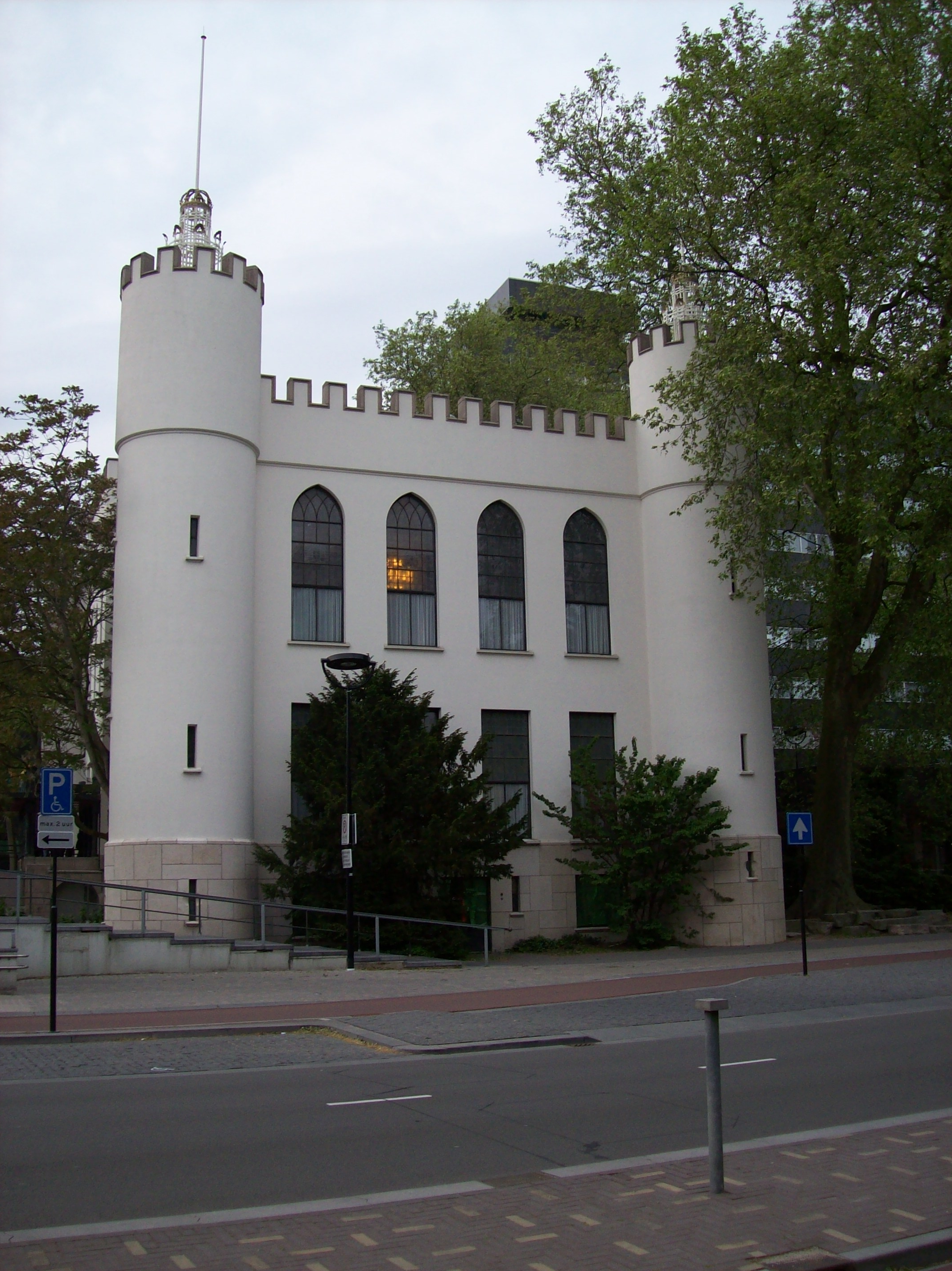
Zuidzijde.
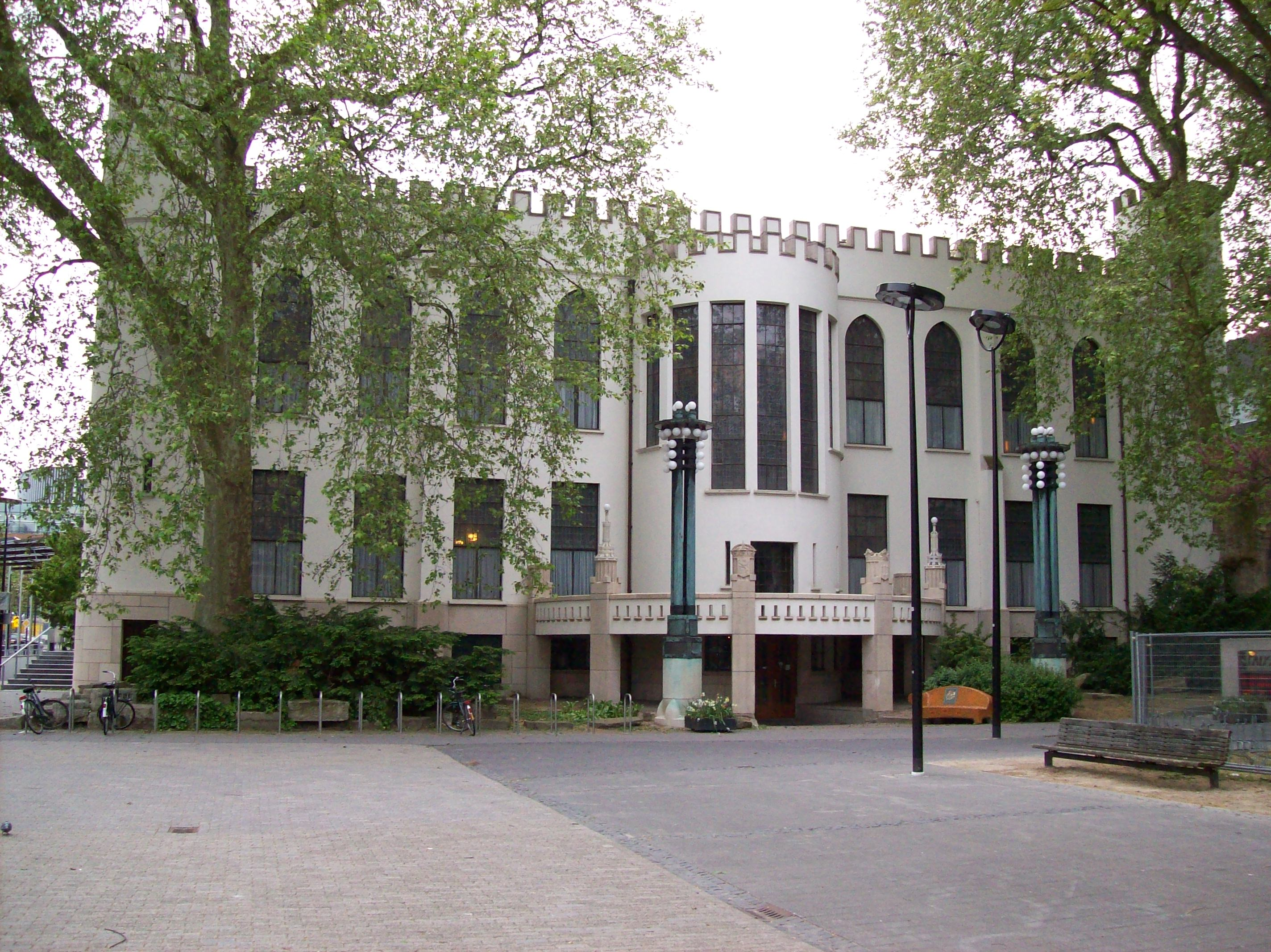
Achterzijde, Stadhuisplein, van het Paleis in 2009.
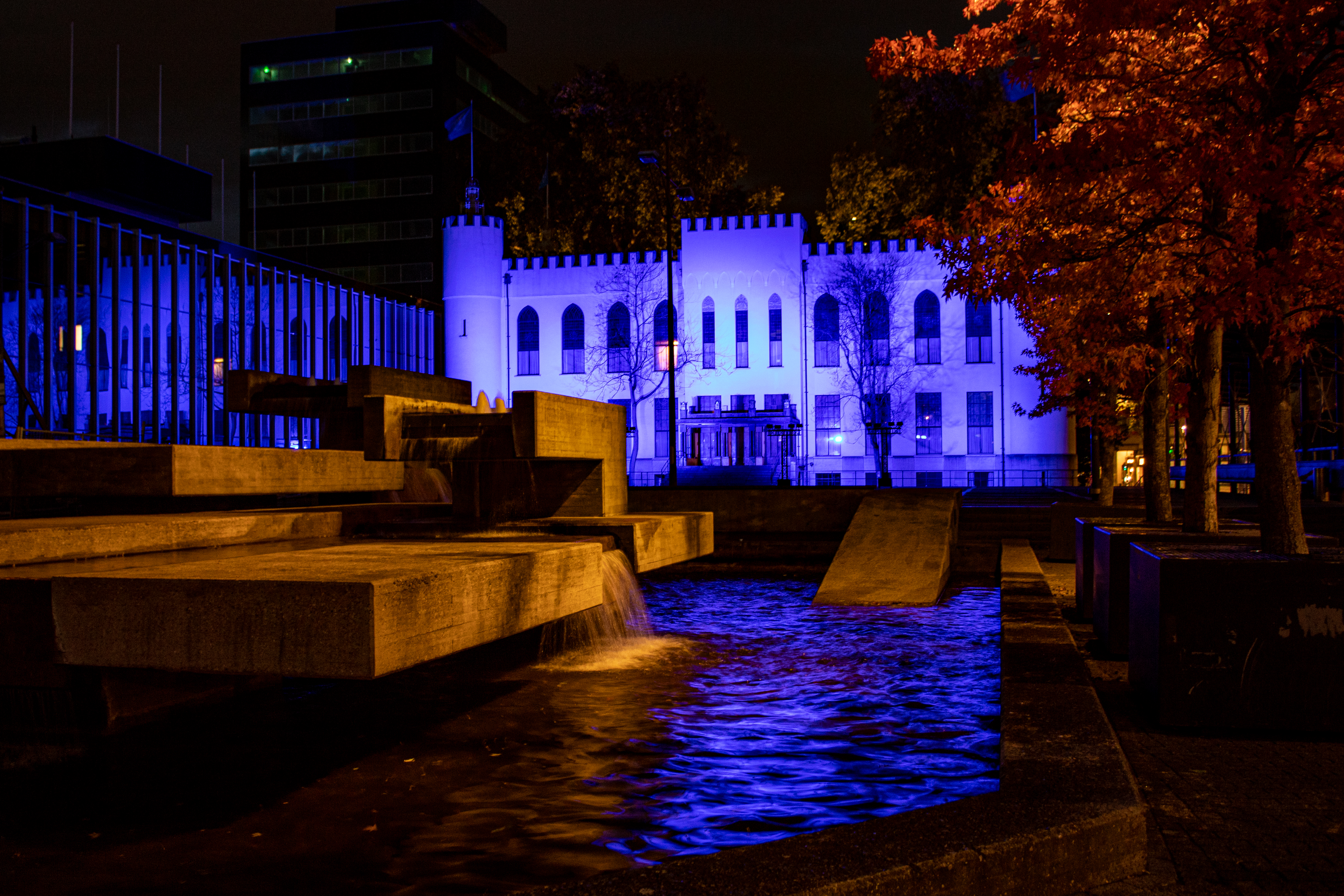
Viering 75 jaar Verenigde Naties in Tilburg
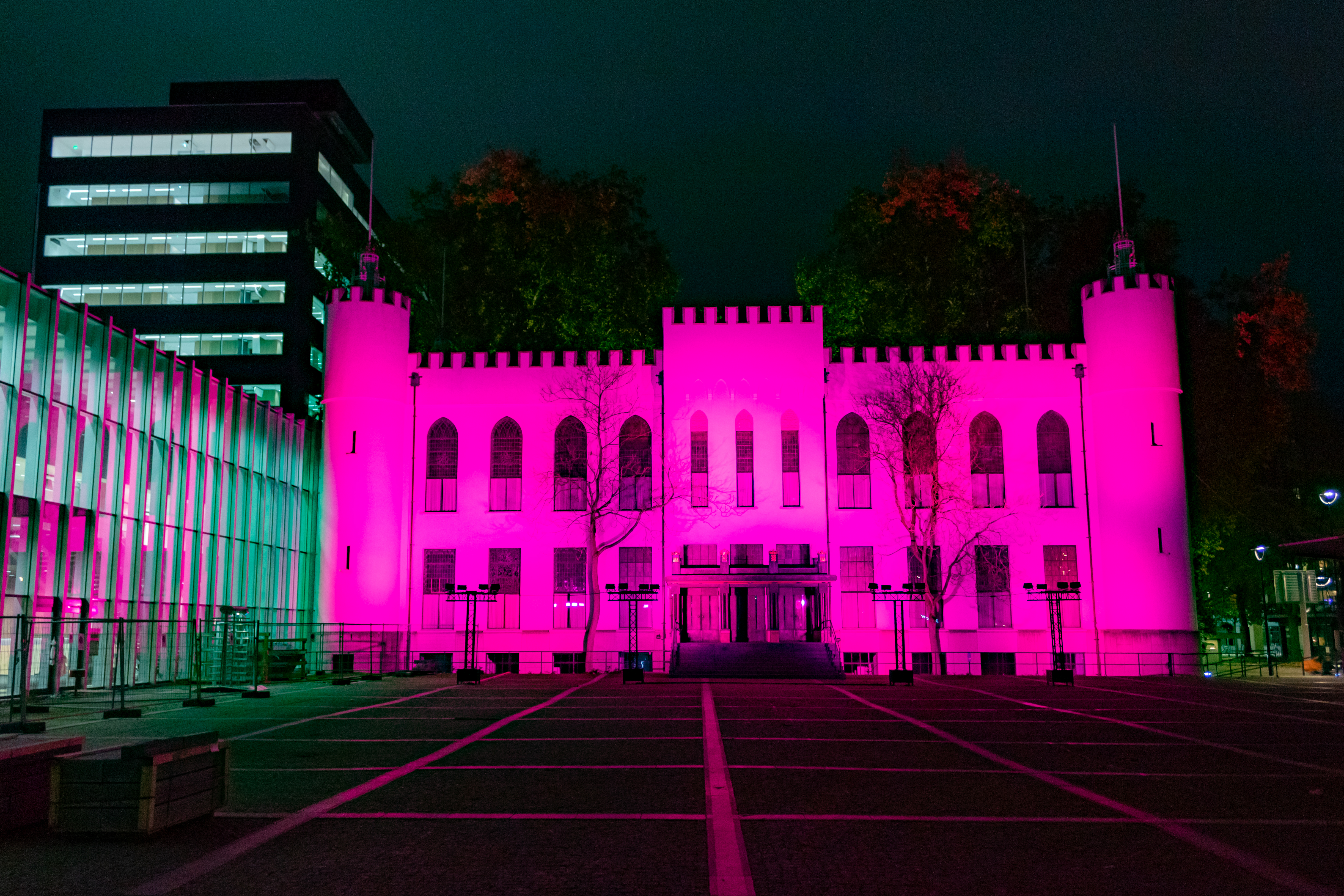
Paleis-Raadhuis kleurt Robijnrood
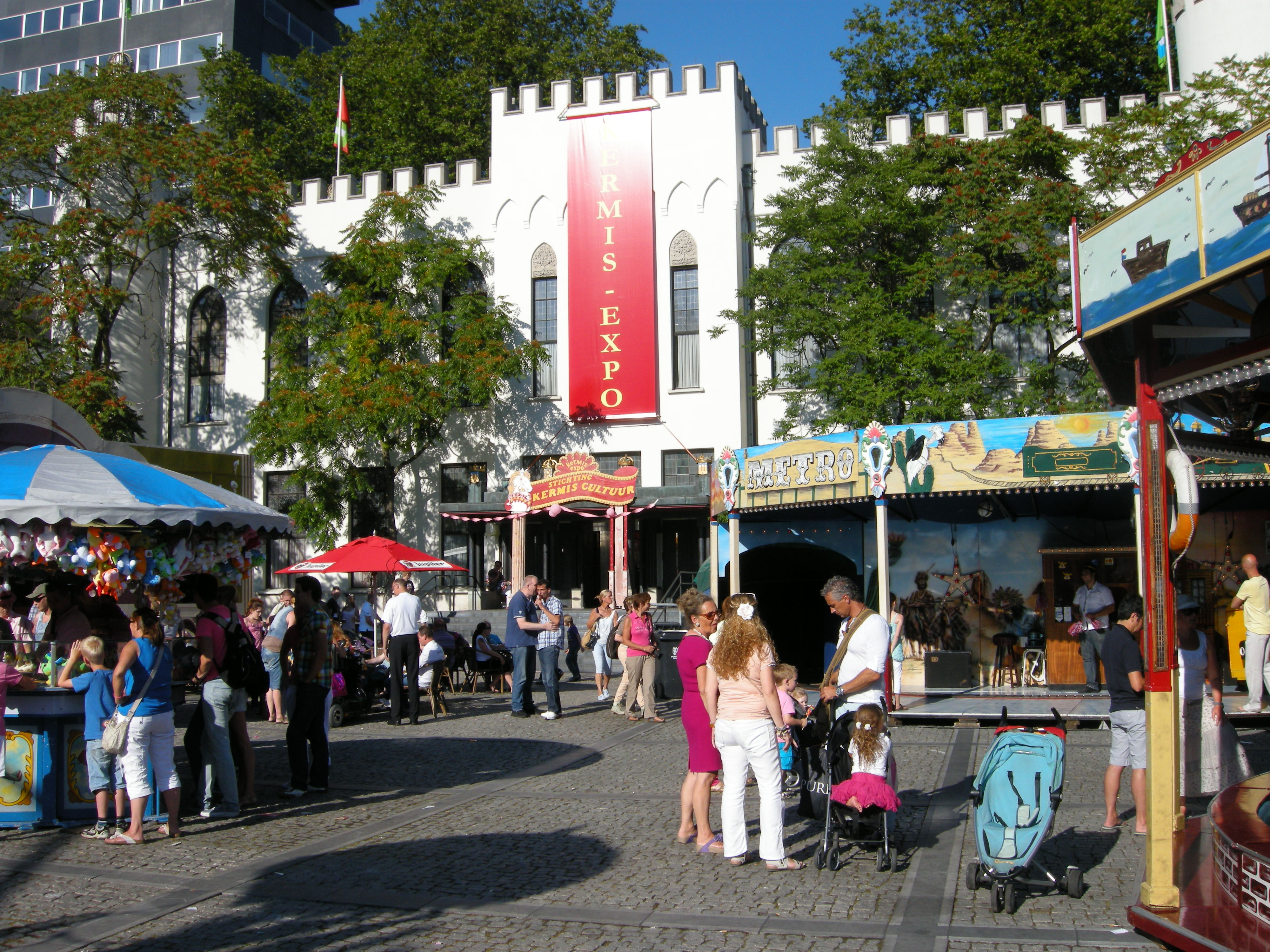
Nostalgische kermis op het Willemsplein in 2012
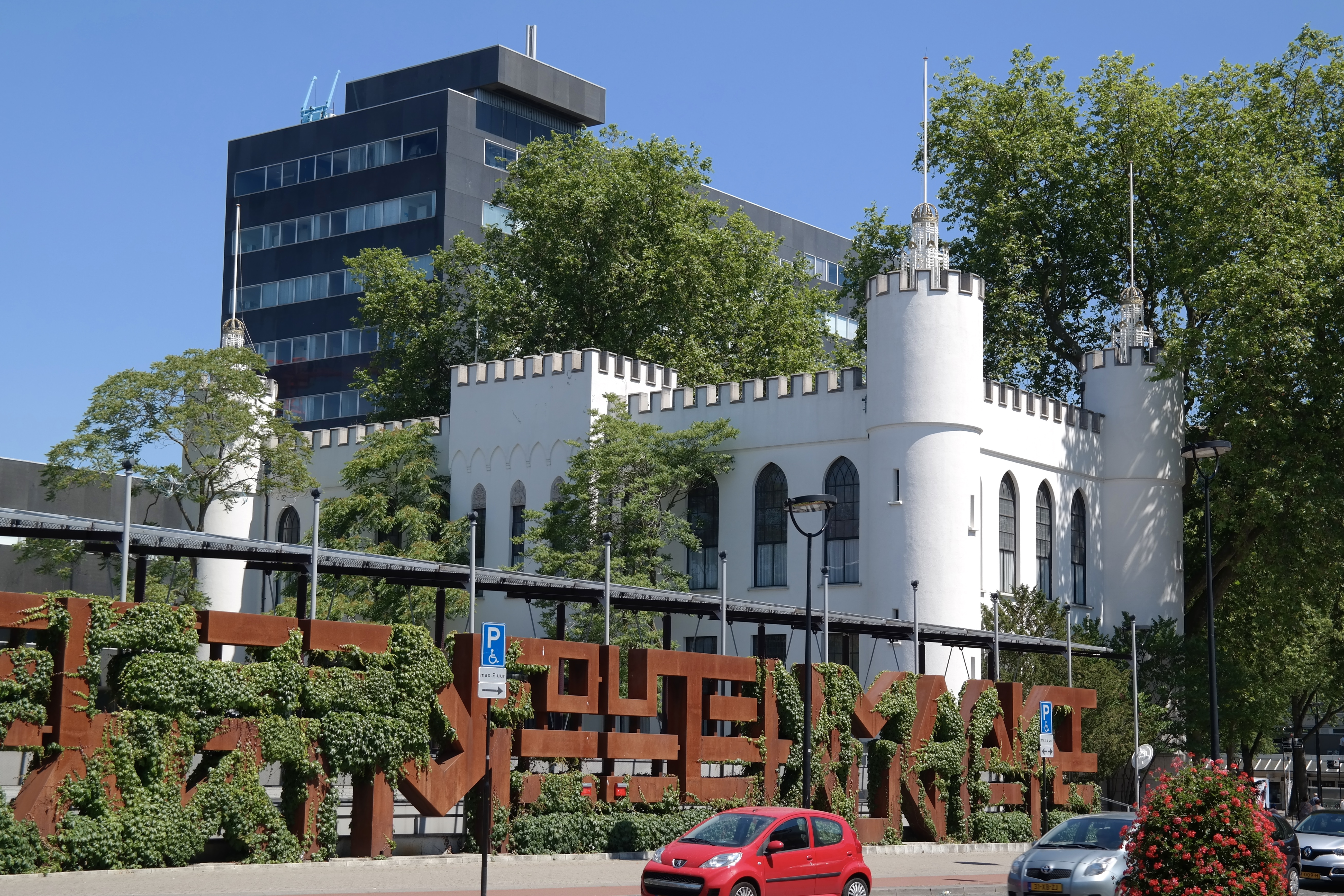
Het Paleis-Raadhuis in 2017